# Wilhelm Faupel
Wilhelm Faupel (Lindenbusch, arrondissement de Liegnitz, province de Silésie, 1873 – Berlin, 1945) était un militaire, haut fonctionnaire et diplomate allemand, serviteur dévoué du régime nazi.
Ayant opté pour la carrière militaire, mais peu enclin à la vie de garnison, il accepta plusieurs affectations outremer, notamment en Chine, où il joua un rôle dans la répression de la révolte des Boxers, et dans le Sud-Ouest africain allemand, où il participa sans état d’âme au génocide contre le peuple héréro en 1904. Après une destination comme instructeur militaire en Argentine, il s’engagea dans la Première Guerre mondiale, prit part à l’invasion de la Belgique et, vers la fin de la guerre, fut l’un des commandants de l’offensive (réussie) du Chemin des Dames, ce qui lui valut la prestigieuse médaille militaire Pour le Mérite. 
Après la défaite allemande, il prit la tête d’un corps franc silésien, et à ce titre s’employa non seulement à sécuriser les confins orientaux du Reich, mais aussi à réprimer la tentative révolutionnaire communiste de 1918-1919, en particulier les Conseils de Bavière en 1919. Bien qu’ayant participé avec sa troupe au putsch manqué de Kapp en 1920, c’est néanmoins à lui et à ses camarades que la république fit appel peu après pour mater la rébellion ouvrière de la Ruhr.
Sa carrière étant compromise en Allemagne, il s’en alla occuper un poste d’instructeur militaire, d’abord et à nouveau en Argentine (1921-1926), puis au Pérou, où, après adoption de la nationalité péruvienne, il fut nommé par le président Leguía au poste de chef d’état-major des armées (1927-1931). Son but avoué était de supplanter les instructeurs français, présents de longue date, par des Allemands, et au-delà, de tisser un réseau de liens avec les officiers locaux comme moyen de restaurer la place de l’Allemagne dans le monde. 
Revenu au pays, il fonda ou devint membre de diverses associations et cercles de réflexion d’extrême droite, ce qui lui permit, grâce au tissu de relations personnelles ainsi créé, de se voir désigné en 1934, après l’arrivée au pouvoir de Hitler, à la tête de l’Institut Ibéro-américain, institution berlinoise d’études et d’échanges, qui lui servit à faire de la culture un outil de propagande et d’influence dans le monde hispanique au service de la politique extérieure du régime nazi, au détriment notamment des États-Unis. Désigné ambassadeur d’Allemagne auprès du gouvernement franquiste en octobre 1936, au début de la guerre d'Espagne, il s’employa à mettre en œuvre cette politique par l’importation massive de produits culturels allemands et de matériel de propagande national-socialiste, tout en favorisant ostensiblement la fraction radicale de la Phalange, plus affine à l’Allemagne nazie. Cependant, ses ingérences et manières peu diplomatiques finirent par déterminer son rappel en Allemagne. En tant que président de la Société germano-espagnole (DSG), il se mit également en devoir d’assurer les intérêts économiques allemands en Espagne. Pendant la Seconde Guerre mondiale, il tenta par son entregent d’amener l’Espagne à entrer en guerre aux côtés de l’Axe, mais en vain. De façon générale, le bilan de ses efforts d’influençage en Espagne et en Amérique latine reste mitigé.
Haut dignitaire et zélateur notoire du régime nazi, il se donna la mort à Berlin en mai 1945, à l’approche des troupes soviétiques.

## Biographie

### Origines et débuts dans la carrière militaire
Wilhelm Faupel vint au monde en 1873 à Lindenbusch, dans l'arrondissement de Liegnitz en province de Silésie. Originaire d’une famille de médecins, il est donc issu de la moyenne bourgeoisie et de l’intelligentsia. Ses origines régionales silésiennes étaient d’ailleurs appelées à jouer un rôle de premier plan dans la suite de sa vie, puisque nombre des membres des différents réseaux d’influence dont il allait faire partie à partir de 1918 avaient des liens avec la Silésie.
Ayant choisi la carrière militaire, il connut la trajectoire typique du militaire de carrière et de l’homme dévoué à l’armée dès le jeune âge. En mars 1892, c’est-à-dire à l’âge de 18 ans, il fut versé comme élève-officier (Fahnenjunker) dans le 5e régiment d'artillerie de campagne à Sagan et promu lieutenant dès l’année suivante. Il est transféré dans le 41e régiment d'artillerie de campagne le 1er octobre 1899. Cherchant sans doute à échapper à la morne vie de garnison, à la perte de sens, à l’anonymat et à la massification de l’armée, Faupel demanda à prendre part aux missions militaires d’unités allemandes à l’étranger, de sorte que dans un premier temps — avant l’éclatement de la Première Guerre mondiale, puis sous la république de Weimar —, sa carrière se déroula en majeure partie en dehors des frontières de l’Empire allemand. Faupel était polyglotte, avait un large éventail de centres d’intérêt, et n’eut apparemment aucun mal à s’acquérir une formation supérieure, sans pour autant toutefois se départir des mêmes schémas de pensée militaires. Avide d’action, ne pouvant attendre que la guerre soit parvenue jusqu’en Allemagne, Faupel semble avoir cherché délibérément les occasions de « faire ses preuves dans le combat ».

### Affectation en Asie (1900-1901)
Ses premières destinations à l’étranger ne se situaient pas dans le cadre de guerres conventionnelles, mais dans celui de la répression de révoltes, au service de l’impérialisme allemand. Faupel ayant suivi une formation d’interprète allemand-russe, c’est à ce titre qu’il reçut en 1900 sa première affectation à l’étranger, à savoir en Chine, où en tant qu’officier de la Compagnie sanitaire est-asiatique il avait pour mission, lors de la répression de la révolte des Boxers, d’assurer les liaisons avec les troupes d’intervention russes.
En 1901, à l’issue de l’intervention militaire en Chine, Faupel, élevé entre-temps au rang de lieutenant (Oberleutnant), fut missionné, aux côtés de deux autres officiers et de cinq soldats, d’accomplir un voyage de reconnaissance à travers l’Asie. À l’automne de cette année, il entreprit donc un périple de deux mois à travers la Mongolie et la Sibérie, jusqu’au lac Baïkal.
Revenu en Allemagne, il s’inscrivit à l’Académie militaire, puis poursuivit des études au séminaire oriental de l’université Frédéric-Guillaume de Berlin et à l’Institut géodésique de Prusse à Potsdam, où il prépara un nouveau voyage d’exploration en Mongolie et au Tibet, projet que la guerre russo-japonaise de 1904 fit capoter, le camp russe refusant d’autoriser le transit de cette expédition militaire.

### Participation aux guerres coloniales dans le Sud-Ouest africain (1904-1908)
En 1904, son projet d’expédition en Mongolie annulé, Faupel se porta volontaire, en guise de substitut, pour combattre dans la colonie allemande du Sud-Ouest africain, où les Hereros et les Namas (les « Hottentots ») s’étaient soulevés contre la puissance coloniale. À cet instant, des comptes rendus circonstanciés étaient déjà parvenus en Allemagne décrivant la cruauté des combats, de sorte que quiconque se portait volontaire pour une telle mission devait en règle générale être dûment informé sur ce dans quoi il s’engageait. À la mi-septembre 1904, Faupel prit du service dans la Troupe de protection (« Schutztruppe ») dans le Sud-Ouest africain, c’est-à-dire au moment où les combats contre les Hereros touchaient à leur fin et où les survivants de cette peuplade étaient refoulés en direction du désert sis dans l’est de la colonie, c'est-à-dire vers le Sandveld (littér. Champ de sable).
Si certes la plupart de ces actions d’extermination avaient eu lieu avant l’arrivée de Faupel, il reste que la « mort surveillée » des refoulés allait se prolonger sur plusieurs mois encore. Faupel du reste n’a jamais dissimulé sa participation à la répression de la révolte, évoquant postérieurement ses « nombreuses patrouilles à cheval », lesquelles avaient généralement pour but d’empêcher de petits groupes d’Hereros venus du Sandveld de se rendre aux points d’eau situés plus à l’ouest. Lesdites patrouilles avaient pour consigne d’abattre tout Herero, armé ou non. Finalement, les survivants allaient, sur instruction du sous-secrétaire d’État de l’office colonial du Reich, Friedrich von Lindequist, être déportés par la troupe de protection vers le Nord du territoire,.
Faupel resta jusqu’en 1907 dans le Sud-Ouest africain allemand, c’est-à-dire un peu plus de deux années, avec le rang, vers la fin de son séjour, de capitaine (Hauptmann) dans l’état-major. Faupel n’a pas tenté, ni à ce moment-là, ni plus tard, de justifier son action par quelque idéologie raciale. Outre sa participation aux campagnes d’anéantissement contre les insurgés, il accomplit des tâches au titre d’officier arpenteur, faisant des expériences de photogrammétrie, technique alors de tout récent avènement. Sa mission dans le Sud-Ouest africain accomplie, Faupel entreprit un long périple par l’Afrique du Sud, la Rhodésie, l’Afrique orientale portugaise et allemande, et la même année regagna, en traversant l’Asie Mineure ottomane, l’Allemagne, où il fut destiné comme officier d’état-major au 4e corps d’armée à Magdebourg, que commandait Hindenburg.
En 1909, il épousa Edith Fleischauer, originaire de sa ville de garnison et de 17 ans sa cadette. Bien qu’elle ait suivi son mari en Amérique du Sud et obtenu un titre universitaire au Pérou, son nom n’apparaît pas, ou à peine, dans les archives avant l’entrée du couple Faupel à l’Institut ibéro-américain ; à partir de là cependant, elle allait faire partie intégrante, en tant que co-organisatrice à l’Institut, de l’entourage immédiat de son mari.

### Instructeur militaire en Argentine (1911-1913)
En 1910, Faupel, entre-temps nommé chef de batterie à Allenstein (actuelle Olsztyn, dans le nord-est de la Pologne), se vit proposer de se joindre à un groupe d’officiers allemands appelés en Argentine pour y exercer comme conseillers militaires. La vive impression que les campagnes napoléoniennes avaient provoquées en outremer avait conduit les armées latino-américaines à se mouler depuis de longues années sur le modèle français ; cependant, la guerre franco-prussienne de 1870-1871 avait eu pour effet d’émousser considérablement le mythe napoléonien et de provoquer dans le tropisme étranger des armées latino-américaines un changement de paradigme, qui allait prévaloir jusque dans la décennie 1930. Certes, les conseillers militaires français ne furent pas complètement évincés d’Amérique latine, gardant notamment au Pérou et au Brésil une solide position, mais un processus de substitution de personnel fut engagé, dont au premier chef l’Empire allemand sut faire son profit.
De 1911 à 1913, Faupel travailla à l’Académie militaire de Buenos Aires comme enseignant en tactique et service d’état-major. Dès ce moment au plus tard commence à se dessiner la mise en place d’une série de réseaux d’influence, en partie internationaux, auxquels Faupel appartenait et qu’il s’appliquera par la suite, en sa qualité de président de l’Institut ibéro-américain (sigle allemand IAI), à exploiter. Quelques officiers argentins qui avaient suivi avant 1914 une formation en Allemagne allaient constituer le socle d’une tendance « germanophile » au sein de l’armée argentine et acquérir un poids politique spécifique dans le pays.
Au début des années 1930, une série d’auteurs militaires nationalistes, désireux de collecter des données sur sa biographie, vinrent le visiter ; les épisodes relatés par eux, qui apparemment remontent pour partie à des entretiens ou à des correspondances avec le Generalmajor en disponibilité Faupel, permettent de déterminer comment Faupel entendait se profiler pour le monde extérieur. Les événements évoqués par ces auteurs sont des variations sur un thème dont la topologie tendait vers la construction de l’image contemporaine du « héros » allemand, dont les éléments constitutifs sont la solitude, la force, la détermination, des qualités de commandement persuasives, et la disposition à s’élever au-dessus de la « masse » afin de lui servir d’exemple.

### Première Guerre mondiale
Revenu en Allemagne et réintégré dans les rangs de l’armée allemande, Faupel fit mouvement, après l’éclatement de la Première Guerre mondiale, sur la Belgique et la France au sein de la division du Grand-Duché de Hesse. Il fut finalement promu au rang d’officier d’état-major général.
Fin mai 1918, la percée au départ du Chemin des Dames, à 120 km au nord-est de Paris, conçue à l’origine comme une manœuvre de diversion, eut pour résultat inopiné que les positions françaises furent culbutées par suite d’un pilonnage massif avec des obus contenant des gaz de combat. Pourtant, en raison de difficultés d’approvisionnement et à cause d’une lassitude croissante chez les soldats, les attaquants allemands ne furent pas en mesure d’exploiter pleinement leur avantage. Faupel avait en sa qualité de chef d’état-major du 8e Corps de réserve coorganisé dans une mesure déterminante la conquête du Chemin des Dames, et se vit octroyer, en récompense de son rôle dans la préparation de cette offensive, une distinction rare et prestigieuse, qui revêtira pour lui une grande importance, quand il s’agira après 1918 non seulement d’assurer sa carrière, mais aussi de façonner la légende autour de sa personne : l’ordre frédéricien Pour le Mérite, ultérieurement rehaussé encore de lauriers. Il y a lieu de noter que seuls 680 militaires allemands engagés dans la guerre reçurent ladite récompense, voire — avec l’ajout de lauriers — pas plus d’une bonne centaine. À la perte de confiance, dont l’armée souffrait dans de larges secteurs de l’opinion publique allemande à la suite de la défaite et des expériences désastreuses de la guerre, s’opposait la considération croissante dont jouissaient auprès des autres parties de la population, orientées à droite, les « héros de la guerre ». Les récipiendaires de Pour le Mérite, nettement surreprésentés parmi les fondateurs des futurs corps francs, se voyaient comme les fers de lance de la contre-révolution et étaient considérés comme tels par la population,.
À l’intention de son lectorat hispanophone, Faupel fit paraître en 1934, peu après sa nomination à la tête de l’IAI, dans sa revue militaire publiée à compte d’auteur Ejército, Marina, Aviación, disponible dans nombre de clubs d’officiers en Amérique latine, un article non signé à propos des titulaires de Pour le Mérite ; cet article, dans lequel il était souligné que ce groupe était le résultat d’une sélection très stricte opérée parmi les meilleurs, témoigne d’une vision de soi élitiste par quoi les décorés se croyaient fondés à revendiquer une position sociale particulière. Implicitement était aussi mise en avant la thèse de la « victoire manquée », selon laquelle la guerre aurait été gagnée si tous avaient fait preuve du même « héroïsme ».
Faupel se choisit pour symbole la figure de saint Georges, qui terrassa le dragon. L’effigie du saint orna d’abord les affiches de recrutement de son corps franc, puis, devenu président de l’IAI, le général Faupel fit placer une statue de saint Georges dans les locaux de l’Institut, à un endroit bien en vue. Par là, le « héros de la grande guerre » entendait élever son combat contre la révolution de 1918 au rang du sacré.

### Corps francs et putsch de Kapp (mars 1920)
Alors qu’éclatait la révolution de novembre 1918 et que se constituaient des conseils d’ouvriers et de soldats, Faupel, officier d’état-major général et affecté désormais dans le service de démobilisation, s’il s’appliquait à organiser le rapatriement de la section d’armée C, participait dans le même temps, et cela apparemment de bonne heure, aux discussions ayant cours alors dans les cercles d’officiers et portant sur la façon d’endiguer le péril révolutionnaire. Le 10 novembre 1918, Faupel se vit confier, en tant que représentant de l’état-major général en Belgique occupée, la mission de recevoir les délégués des conseils de soldats (Soldatenräte), qui s’étaient entre-temps formés jusqu’au sein du Haut Commandement de l’armée, et d’obtenir qu’ils se soumettent volontairement à l’ancienne discipline militaire. Les revendications des soldats portaient dans un premier temps sur l’abolition de l’obligation de saluer, sur une participation au pouvoir de commandement, sur un droit de contrôle à exercer sur les officiers, et sur une garantie quant à d’éventuelles mesures susceptibles d’être prises contre la révolution en cours. Faupel parvint à les persuader de renoncer à leurs desseins, en représentant aux délégués que toute obstruction au rapatriement de l’armée équivaudrait à mettre en jeu le sort de 4 à 5 millions de soldats allemands encore stationnés outre-Rhin et donc exposés aux attaques des puissances occidentales. Peu après, Faupel prit l’initiative, toujours en qualité d’officier d’état-major général, de couper court à la propagation du mouvement des Conseils vers les troupes au front, en mettant sur pied lui-même des conseils de soldats. Cependant, le Haut Commandement réagit en précisant plus avant l’instruction donnée par Faupel, en ce sens que la formation de conseils de soldats dans l’armée en campagne aurait à être confiée à des officiers restés fidèles à l’Empereur. Plus tard, Faupel devra faire face au reproche d’avoir favorisé par l’instruction susmentionnée la prise en mains révolutionnaire des unités combattantes.
Aussitôt après l’Armistice de novembre 1918, Faupel gagna Berlin, qui était déjà en proie à des troubles révolutionnaires. Afin d’éviter une prise du pouvoir par les révolutionnaires de gauche, des sociaux-démocrates modérés donnèrent le jour à un « Groupe de défense républicain des soldats » (Republikanische Soldatenwehr), dont Faupel fut sollicité de prendre la direction militaire aux côtés d’un petit nombre d’autres officiers. Il n’échappait à personne que le but premier de ce groupe d’officiers était de mettre au pas ces conseils de soldats et de restaurer l’autorité de l’ancien corps d’officiers. À la faveur des soubresauts du moment, Faupel devint même les 6 et 7 janvier 1919, pendant une bonne journée, commandant en chef de Berlin par intérim, après que le titulaire de cette fonction eut été retenu prisonnier dans le Marstall par des insurgés.
Une dizaine de jours plus tard, Faupel s’en retourna dans sa province natale de Silésie, dont les frontières extérieures étaient devenues instables à la suite de la restauration de l’État polonais et de la création de la Tchécoslovaquie. L’armée allemande se trouvant sur le point de se disloquer, des unités paramilitaires, appelées « Corps francs » (Freikorps ou Freiwilligenkorps), voyaient le jour partout en Allemagne. Faupel mit sur pied son propre corps franc à Görlitz, dans la province de Basse-Silésie, raison pour laquelle cette unité fut nommée tour à tour de son nom ou de celui de la ville d’origine. Le corps franc Görlitz était une troupe professionnellement organisée, à l’aide de laquelle Faupel s’engagea dans nombre de zones de combat contre la révolution. La principale action de ce corps franc fut sa participation à la destruction de la république social-révolutionnaire des conseils de Bavière. D’autres interventions eurent lieu à Dresde, Magdebourg et Berlin. Les unités de Faupel se chargèrent en outre de missions de sauvegarde des frontières avec la Pologne et sur le front tchèque. Quant aux effectifs du corps franc Görlitz (ou corps franc Faupel), les données sont variables ; il aurait compté jusqu’à 3 000 soldats, mais en moyenne une centaine d’officiers et 1 400 hommes, ce qui le range parmi les corps francs de taille moyenne. Il aurait, du moins dans sa phase de création, bénéficié de financements surtout de la part de grands propriétaires terriens des environs de Görlitz, ville faisant office, entre deux interventions, de ville de cantonnement de l’unité.
C’est dans cette ville aussi que Faupel organisa avec sa troupe paramilitaire, pourtant nominalement déjà subordonnée à la Reichswehr et donc démantelée en tant que telle, l’antenne locale du coup d’État tenté par Kapp en mars 1920. Lors de la prise de contrôle de Görlitz par les forces de Faupel, un certain nombre de civils désarmés furent exécutés ou grièvement blessés. Escomptant un succès rapide, les putschistes mirent de la négligence à mener leur coup de force sur place et se retrouvèrent bientôt dans la défensive à Görlitz. Au reste, Faupel ne se borna pas à l’organisation d’un corps franc, mais contribua aussi à fonder d’autres associations de défense extralégales.
Peu après, la Ruhr était en proie aux agitations communistes. Pour y faire face, la Reichswehr fit appel principalement aux corps francs ayant participé à la récente tentative de putsch. Dans le cadre de cette campagne, Faupel se hissa pour un bref laps de temps au poste de commandant d’une brigade et dirigea, en plus de son propre corps franc, deux autres encore, naguère tous impliqués dans le putsch de Kapp en Silésie. Cependant, ces unités paramilitaires, s’étant montrées difficilement maniables et devenant inutiles au fur et à mesure que la république se consolidait, se trouvaient devant la perspective imminente du démantèlement. Le corps franc Görlitz fut intégré définitivement dans la Reichswehr et perdit son autonomie. Toutefois, Faupel continuera d’entretenir des liens avec les membres de son corps franc jusque très avant dans la décennie 1930, le futur Generalmajor Faupel allant en effet trôner comme un patriarche au-dessus de ses « anciens », se tenant au courant de la trajectoire militaire des officiers parmi eux, et considérant ceux-ci jusque vers la fin des années 1930 comme ses clients, de qui il s’attachait à favoriser l’ascension.

### Réaffectation en Argentine (1921-1926)
Vu sa participation au Putsch de Kapp, les perspectives professionnelles de Faupel apparaissaient désormais compromises en Allemagne, raison pour laquelle il se mit en quête d’un nouveau champ d’activité. En 1921, il se rendit à nouveau en Amérique du Sud, pour y solliciter une nouvelle nomination comme instructeur militaire. Parvenu finalement à ses fins grâce à son entregent sur place, il sut cette fois se faire reconnaître comme chef des conseillers militaires allemands alors en poste en Argentine. Afin de dissimuler que l’Allemagne commettait par ce type d'activités une violation du traité de Versailles, la plupart des officiers embauchés gagnaient l’Argentine officiellement via Danzig, qui avait été détaché du Reich.
En Argentine, Faupel travaillait pour l’inspecteur des armées, José Félix Uriburu, comme son assistant personnel. Le général Uriburu figurait parmi les « germanophiles » les plus éminents de l’armée argentine, et avait, pendant la Première Guerre mondiale, obtenu que l’Argentine soit restée neutre. Faupel définissait dans les termes suivants son rôle d’instructeur militaire en Argentine : « Ma mission principale consistait à y affaiblir l’influence française et à renforcer l’idéologie allemande » (Meine Hauptaufgabe war, dort den französischen Einfluss zu schwächen und die deutsche Ideologie zu kräftigen). La plupart des officiers ayant appartenu au groupe de conseillers militaires autour de Faupel seront appelés à faire carrière sous le Troisième Reich.
Vers cette époque, Faupel prêta allégeance à la constitution de Weimar, laquelle « du reste doit absolument être reconnue comme fondement de la reconstruction », et notifia par la même occasion sa prise de distance vis-à-vis des vertus traditionnelles prussiennes (Preußentum), indiquant que « la Prusse a rempli sa mission historique » et que « la Prusse s’est fondue dans l’Allemagne » (Preußen ist in Deutschland aufgegangen). Ce nationalisme à tendance pangermanique semble avoir reflété l’état d’esprit régnant alors dans la communauté allemande d’Argentine. En 1926, la Reichswehr, comme signe sans doute de ce qu’elle faisait grand cas des services rendus par Faupel en Argentine, le promut en son absence au grade de Generalmajor, et ce en dépit des réticences d’Ebert. Cependant, l’initiative de cette distinction honorifique ne venait pas d’Allemagne, mais de la communauté allemande de Buenos Aires, ce qui met en lumière la position très en vue qu’il y occupait. Plus particulièrement, c’étaient les représentants du monde économique allemand en Argentine qui s’étaient depuis 1925 employés à obtenir la promotion de Faupel au rang de général, ce qui n’est pas sans rapport avec le fait que grâce à l’interaction bien huilée entre instructeurs militaires allemands et représentants de firmes allemandes à l’étranger, des équipements allemands purent être importés en Argentine pour un montant total, à l’orée de l’année 1932, de 45 millions de Reichsmarks. Juan Perón a laissé transparaître après sa chute qu’il aurait fait partie à Buenos Aires des disciples de Faupel. Certes, il n’est pas exclu que Perón ait lancé cette affirmation dans le seul but d’irriter l’opinion publique américaine, compte tenu que diplomates et journalistes américains s’étaient laissé aller à affirmer que l’armée argentine s’était tenue jusqu’à la fin de la guerre à l’ombre de Faupel, lieu commun ressassé notamment par l’adversaire de Perón Spruille Braden en 1946.
En 1926, son contrat rempli, Faupel quitta l’Argentine, après qu'Uriburu eut quelques mois auparavant démissionné de son poste en guise de protestation contre les coupes dans le budgét militaire opérées par le gouvernement d’Alvear. Vu que son pouvoir d’influence était étroitement tributaire d’Uriburu, Faupel dut s’aviser alors des limites posées désormais à son action et signifia assez rudement son départ à la direction de l’armée argentine.

### Inspecteur général de l’armée péruvienne (1927-1931)
La réputation que Faupel avait désormais acquise en Amérique du Sud lui permit de briguer et d’obtenir en 1927 le poste d’inspecteur général de l’armée péruvienne, fonction qui correspondait grosso modo à celle de chef d’état-major. Les instructeurs militaires étrangers en activité au Pérou avaient été jusque-là recrutés quasi exclusivement en France, et en particulier, depuis 1897, le général français Paul Clément s’était trouvé presque sans interruption dans le pays et figurait par là comme le formateur de plusieurs générations d’officiers péruviens. En 1924, après un scandale, la commission militaire française, à l’exception de Clément, quitta le Pérou, tandis qu’on échoua ensuite à embaucher une nouvelle équipe d’instructeurs venus de France. Alors que le ministre de la Guerre Fermín Málaga (es) préconisait l’embauche d’officiers américains, le président Augusto Leguía se laissa convaincre lors d’un entretien avec l’ambassadeur d'Allemagne de nommer inspecteur des armées le général Faupel, qui séjournait alors dans le pays. La condition posée par Faupel au gouvernement péruvien, portant que les autres officiers étrangers devaient être originaires de la seule Allemagne, fut acceptée. Faupel adopta dans la foulée la nationalité péruvienne, afin d’épargner à l’Allemagne d’éventuelles contrariétés diplomatiques.
Cependant, et malgré les apparences, la position de Faupel se révéla être des plus instables, car Leguía, président en fonction, qui gouvernait de façon dictatoriale, avait sciemment fait appel à un étranger pour ledit poste pour ne pas devoir le confier à un adversaire potentiel issu du pays, les « francophiles », qui représentaient une notable partie du corps d’officiers, appartenant en effet aux secteurs de l’élite péruvienne désireux d’écarter Leguía du pouvoir. En outre, en sa qualité d’immigré, Faupel n’avait guère d’assise locale. En se choisissant Faupel comme chef d’état-major, Leguía pouvait être certain qu’il ne tenterait pas de coup d’État militaire, encore qu’il l’ait fait étroitement surveiller, compte tenu que Faupel de son côté pouvait, à travers une professionnalisation à marche forcée de l’armée péruvienne, devenir indirectement un danger pour le régime, en contribuant à la formation d’une nouvelle élite au sein des forces armées susceptible d’acquérir à un certain moment les moyens intellectuels et politiques nécessaires à renverser le président en place. Faupel pour sa part se fit un observateur attentif de la situation politique de son pays d’accueil et restait en quête d’alliés à long terme pour l’Empire allemand, à l’effet de quoi, assez singulièrement, il proposa dans une conférence prononcée en 1931 après son retour en Allemagne d’avoir recours à l’APRA (acronyme d’Alliance populaire révolutionnaire américaine), laquelle, d’après ses vues, s’apparentait à la NSDAP par une combinaison de nationalisme et de socialisme et pourrait constituer à l’avenir, comme mouvement de masse dynamique, un contrepoids important aux États-Unis, conception qui présageait les futures tentatives de Faupel d’instrumentaliser au bénéfice du Reich allemand l’anti-américanisme de beaucoup de Latino-Américains, y compris de militants indigénistes.
Quant aux bénéfices à long terme des missions militaires conduites par Faupel en Argentine et au Pérou, on peut relever que les sociétés nationalistes locales qui d’une manière ou d’une autre avaient profité de transferts venus d’autres pays et cultures, semblent avoir de façon générale, au terme de ce processus de transfert, répudié la provenance étrangère des innovations qu’ils s’étaient appropriées. À titre d’exemple, c’est à peine si les influences allemandes transparaissent dans les Memorias du ministre argentin de la Guerre publiées à la même époque.

### Retour en Allemagne: fondation et gestion d’associations d’extrême droite
En 1929, la situation de Faupel au Pérou était devenue intenable. En raison du soupçon qui pesait sur une partie des officiers péruviens pris en charge par des instructeurs allemands d’avoir été mêlés à une tentative de putsch, les Allemands étaient tombés en disgrâce, et Faupel dut démissionner de son poste d’inspecteur général de l’armée péruvienne. Le président Leguía fut renversé peu après, et les subséquents troubles politiques amenèrent Faupel à quitter le pays.
Sitôt après son arrivée à Berlin, Faupel fut pressenti pour aider Tchang Kaï-chek à réorganiser le ministère chinois de la Guerre ; il s’agissait, outre de moderniser les forces armées, de mettre également en place une industrie d’armement nationale. Dans l’hypothèse où des considérations de politique extérieure n’eussent pas conduit les autorités allemandes à renoncer à ce plan, Faupel serait devenu non pas directeur de l’IAI, mais l’un des plus importants adversaires de Mao Tsé-toung. En guise de substitut, Faupel resté à Berlin s’attacha à s’introduire dans les cercles nationalistes d’élite désireux d’instaurer un État autoritaire et d’avoir une part déterminante dans la future édification de celui-ci. Deux organisations en particulier seront amenées à jouer un rôle important dans la trajectoire de Faupel avant son ascension au poste de directeur de l’IAI ; ce sont : le Volksbund für Arbeitsdienst (littér. Ligue populaire pour le service de travail) et la Gesellschaft zum Studium des Faschismus (littér. Société pour l’étude du fascisme).

#### Volksbund für Arbeitsdienst
Le Volksbund für Arbeitsdienst (VBA, ultérieurement Reichsbund für Arbeitsdienst), fondé en 1930, était l’un des divers groupements qui réclamaient l’instauration d’un service national du travail et qui par cette revendication adressée aux pouvoirs publics composaient un authentique mouvement social ambitionnant de contribuer substantiellement à soulager le chômage en Allemagne. En peu de temps, Faupel parvint à prendre la tête du Volksbund für Arbeitsdienst, lequel, en tant que l’une des associations extérieurement sans lien avec aucun parti politique et se revendiquant comme tel, était en concurrence avec les organisations subordonnées à l’un ou l’autre parti. Pourtant, nonobstant sa prétention d’œuvrer « sur une base strictement neutre du point de vue économique et politique », le VBA ne put s’empêcher de se muer en réceptacle d’un grand nombre d’associations de droite, voire d’extrême droite. L’objectif poursuivi par le VBA ainsi que par nombre d’autres organisations de cette mouvance était de mettre les chômeurs au travail contre une faible rémunération, de les encadrer dans une organisation, et, dans la mesure du possible, de les rassembler dans leurs propres camps de travail, où l’on pourrait après endoctrinement les transformer en temps voulu en une troupe docile au service de partis de droite,. Les thèmes récurrents et les motifs d’agitation du VBA étaient entre autres la bonification des sols et la « relève des Polonais » (Polenablösung), cette dernière initiative ayant pour but d’évincer de l’agriculture allemande les travailleurs migrants polonais par l’action des membres des services de travail allemands. Le VBA enregistrait d’importants succès dans le recrutement d’affiliés, ce qui lui permit, en s’appuyant sur le réseau ainsi constitué, de s’imposer comme plaque tournante tant des différents projets des agences de travail, en majorité montés et financés par des acteurs privés, que des camps de travail, dispersés sur l’ensemble du territoire du Reich allemand, et de coordonner sur place le travail des Arbeitsdienste, la plupart du temps sous la forme de camps de travail. Après la prise de pouvoir de Hitler, la partie du mouvement des Arbeitsdienste subordonnée au NSDAP fut en mesure, sous Konstantin Hierl, de faire aboutir ses visées monopolistiques en absorbant ou en écartant les associations concurrentes, par suite de quoi le VBA perdit sa raison d’être et disparut.
De même, Faupel réussit sans peine à s’infiltrer dans les clubs des élites conservatrices, de même que dans les cercles où l’on s’employait à préparer intellectuellement la future dictature. Ainsi se mirent en place graduellement, au fil des différentes étapes de sa biographie, les différentes pièces d’un réseau de relations, auquel il sera plus tard redevable de sa nomination comme directeur de l’Institut Ibéro-américain (IAI). Dans ce réseau figuraient en surnombre des personnes ayant des liens étroits avec la Silésie. Également surreprésentés étaient des personnages ayant quelque attache avec les colonies ou ayant séjourné longuement en Amérique latine. Un troisième élément de connivence enfin procédait des diverses associations de droite où Faupel avait déployé une activité.

#### Gesellschaft zum Studium des Faschismus
Cependant, la plus importante des associations auxquelles Faupel avait adhéré avant 1934 était la Gesellschaft zum Studium des Faschismus (la GSF), fondé à l’origine, à l’instar d’autres organisations, dans l’intention de fédérer les chefs de file des principales forces anti-républicaines situées sur la droite de l’échiquier politique, initiatives qui du reste allaient toutes se révéler vaines. En revanche, la création d’un pur cercle de réflexion tel que la GSF, projet moins ambitieux certes mais d’autant mieux ciblé, présentait une série d’avantages. La dénomination de Société pour l’étude du Fascisme, d’allure programmatique, dénotait que la GSF se proposait d’étudier en profondeur les expériences politiques de la dictature mussolinienne ; toutefois, fidèle à sa vocation de centre d’études, elle avait soin, quand elle analysait un exemple étranger, de toujours s’y livrer en discussion libre ; elle se gardait de vouloir figer ses membres sur des positions unitaires quant aux possibles transpositions du fascisme italien à la situation allemande, et admettait que des représentants de ligues de droite concurrentes et souvent controversées viennent se joindre aux débats et associer leurs efforts à ceux de la GSF en vue d’un objectif commun.
C’est par une analyse des affiliations de la GSF, cercle d’élite très fermé où Faupel, en tant que coorganisateur, tenait un rôle important, que l’on peut entrevoir les liens de Faupel avec les milieux où sera bientôt recruté le personnel dirigeant de la future dictature. Le but explicite de cette organisation consistait à juger de la transposabilité de pratiques politiques et d’idéologies d’un pays à un autre, et le futur président de l’IAI avait déjà une certaine expérience des voies à suivre quand il s’agissait de transférer le corpus d’idées fasciste vers un autre univers culturel. Si l’on tenait une dictature de droite pour souhaitable et son avènement prochain pour assuré, il apparaissait cohérent de d’abord se pencher en profondeur sur les expériences de régimes totalitaires déjà existants, ce qui était précisément la mission de la GSF, laquelle mission, selon les termes de son président, était d’« examiner les idées et les expériences pratiques du fascisme [italien] et de mettre les résultats de ces recherches à la disposition des dirigeants de l’Allemagne à venir ». Faupel faisait partie du cercle restreint interne du Conseil d’administration de la GSF, chargé de préparer les séances. En outre, il appartenait à deux groupes de travail internes, dont la première avait pour tâche d’élaborer des « directives propres à l’élimination du chômage dans l’État corporatiste allemand », et dont la seconde était vouée à l’organisation du service obligatoire de travail.
Le nombre des affiliés réguliers était plafonné à 100, restriction d’effectif matérialisant le caractère exclusif de la société. En revanche, le nombre des chercheurs associés (« Studienmitglieder »), dépourvus de tout pouvoir de décision quant aux intérêts propres de la société, n’était pas limité et s’accrut entre 1931 et 1933 d’environ une centaine à 230. En 1933, sur les 330 membres de plein droit et membres de groupes de recherche, 91 étaient des officiers d’active ou d’anciens officiers de métier, soit près du tiers, dont environ 10 % étaient, comme Faupel, récipiendaires de la médaille Pour le mérite. Les professions intellectuelles civiles (hauts fonctionnaires, professeurs d’université, éditorialistes, éditeurs, auteurs, avocats, artistes, fonctionnaires culturels) composaient, avec 165 membres, près de la moitié des effectifs de la société. On y relève également la présence d’environ 23 industriels et banquiers, et de 56 nobles. Parmi les hauts fonctionnaires nationaux-socialistes affiliés à la société, on relève les noms de Hermann Göring, Hans Frank (futur gouverneur général de la Pologne occupée, et pour l’heure député NSDAP au Reichstag pour Liegnitz, c’est-à-dire pour le district dont Faupel était originaire), Hans Lammers (entre 1933 et 1945 chef de la Chancellerie du Reich et Obergruppenführer de la SS) et Hermann von Raumer (1893-1977, ultérieurement secrétaire général de la Commission antikomintern, qui se voulait l’embryon d’une « internationale fasciste »). Enfin, y avait adhéré également le haut commandant de la SA pour le Nord-Est de l’Allemagne, Paul Schulz (de), responsable d’assassinats vémiques (« Fememorde ») au début des années 1920, pour lesquels il avait été condamné à mort, mais ensuite remis en liberté et hissé au rang de martyr, puis plus tard l’un des principaux instigateurs de la terreur de rue de la SA. Parmi les collaborateurs des groupes de recherche figuraient, outre quelques personnages engagés plus tard dans la politique latino-américaine, l’antisémite Johann von Leers, collaborateur depuis 1929 de la revue de Goebbels Der Angriff et auteur d’une profusion de libelles à haut tirage aussi violents que rudimentaires (tels que « Juden sehen dich an », où Albert Einstein était menacé de la potence et où Konrad Adenauer était déclaré israélite). Si la strate dirigeante de la NSDAP était fortement représentée dans la GSF, les membres de celle-ci ne sauraient pour autant être vus dans leur totalité comme des précurseurs d’un futur gouvernement national-socialiste, attendu que quelques-uns d’entre eux, évoluant dans l’entourage de von Papen ou de Schleicher, étaient des exposants de la droite traditionnelle qui réfléchissaient aux moyens de mettre au pas la NSDAP et prenaient à tâche de scinder du parti une certaine fraction et de coupler celle-ci, à l’exclusion des forces radicales agglutinées autour de Hitler et de la SS, aux autres forces de droite en vue d’un projet de futur gouvernement. Au milieu de toutes ces forces de droite, Faupel se trouvait donc au sein d’un cercle de représentants particulièrement actifs de l’extrême droite, dont plusieurs entrepreneurs et banquiers fortunés, des éditeurs, des personnalités de la presse, des politiques influents etc. Il est établi que Faupel entretenait des contacts personnels avec de hauts représentants du régime nazi.
À intervalle de deux à trois semaines, la GSF convoquait des séances où des membres prononçaient des conférences traitant de théorie fasciste et de techniques de domination, et à l’issue desquelles avaient lieu de copieux débats, consignés par écrit. De ces discussions, il appert que les membres de la GSF étaient conscients des limites posées à une transposition des expériences italiennes à la réalité allemande.
La GSF subsista jusqu’en 1934, avant de se dissoudre. Les chefs de file parmi ses membres soit se virent confier de hautes fonctions dans l’administration nationale-socialiste, soit disparurent de la sphère publique.

### À la tête de l’Institut ibéro-américain (1934-1945)
Dans sa fonction de président de l’Institut ibéro-américain (sigle allemand IAI), Faupel se trouvait au centre des relations informelles entre l’Allemagne d’une part et l’Amérique latine et la péninsule Ibérique de l’autre, sphère officieuse échappant à l’emprise de la politique extérieure officielle. Le parcours de Faupel est donc, à cet égard, du plus haut intérêt, vu qu’il s’évertuait à faire figure de coordinateur desdites relations et se rendait par là indispensable au régime nazi.

#### Contextualisation: importance du monde hispanique pour la politique extérieure de l’Allemagne nazie
Jusqu’à la Première Guerre mondiale, les relations culturelles hispano-allemandes n’avaient été que faiblement institutionnalisées, au prorata des relations politiques entre les deux États, alors fort limitées en raison du faible poids de l’Espagne dans le contexte international de l’époque. Cette situation changea avec la défaite de l’Allemagne dans la Première Guerre mondiale, en particulier après que les puissances victorieuses eurent interrompu leurs relations tant économiques que scientifiques avec l’Allemagne. Le traité de Versailles défavorisa le commerce extérieur allemand par l’imposition de sanctions, à quoi s’ajoutait le boycott international à l’encontre de la science allemande qui se prolongera sur près d’une décennie. Afin de surmonter ces obstacles, l’Allemagne s’efforça d’intensifier sa politique extérieure culturelle, plus particulièrement avec les États restés neutres pendant la guerre, et entreprit d’institutionnaliser sa politique étrangère dans le domaine culturel.
L’Espagne, étant demeurée neutre pendant la guerre, occupa désormais une position privilégiée dans la politique culturelle extérieure de l’Allemagne, compte tenu aussi du rôle que l’Espagne pouvait jouer au bénéfice de l’Allemagne comme passerelle vers l’Amérique latine. En guise de principale stratégie en vue d’exercer une influence sur l’Espagne, l’Allemagne procéda donc à une institutionnalisation de sa politique culturelle, ce qui se traduisit par une importante expansion du réseau scolaire allemand en Espagne, par la création de la Deutsche Wissenschaftliche Vermittlungsstelle (Office allemand de médiation scientifique) à Barcelone en 1923, et par la fondation, deux années plus tard, de l’Arbeitsstelle für Deutsch-Spanische Wissenschaftbeziehungen (Bureau des relations scientifiques germano-espagnoles). Ces nouvelles officines allemandes établirent des contacts avec la Junta para Ampliación de Estudios (Commission d’extension des études, en abrégé JAE), institution espagnole d’appui à la science, regroupant en son sein les personnalités les plus progressistes du pays et qui préconisaient une européanisation de l’Espagne comme solution globale au sous-développement scientifique et culturel chronique du pays. À cet effet, la JAE mit sur pied un système de bourses pour effectuer des séjours d’études à l’étranger, en escomptant que les bénéficiaires s’approprieraient de nouvelles méthodes et techniques et les mettraient à leur retour au profit des établissements d’enseignement et de recherche espagnols. De l’ensemble des chercheurs qui entre 1910 et 1934 reçurent une bourse de la JAE, près d’un quart se rendirent en Allemagne, et seule la France dépassait l’Allemagne comme destination des universitaires espagnols. D’autre part, l’Allemagne parvint à occuper une place considérable à l’Exposition internationale de 1929 à Barcelone.
Inversement, la culture espagnole allait faire l’objet d’une plus grande diffusion en Allemagne, ce qui se refléta notamment dans la fondation en 1930 de l’Institut ibéro-américain de Berlin (Ibero-amerikanisches Institut, en abrégé IAI), voué à cultiver les relations culturelles entre l’Allemagne et les anciennes colonies espagnoles, et l’année suivante dans la fondation, également à Berlin, de la Société germano-espagnole (Deutsch-Spanische Gesellschaft, DSG). Cette dernière se proposait d’approfondir les relations culturelles et scientifiques entre les deux pays au moyen de conférences, d’expositions, de débats et d’autres événements, étant entendu que le concept de « culture » était dès le départ imprégné des valeurs conservatrices et nationalistes des membres de la DSG. Pour obtenir que les officiels et l’opinion publique latino-américains se rangent derrière l’Allemagne, Faupel avait dès 1931 expressément recommandé pour l’IAI un modèle institutionnel calqué sur l’Union panaméricaine, patronnée par les États-Unis et dotée « de grands moyens financiers et d’importants pouvoirs ».
Cependant, à partir de 1934, au contraire des années antérieures, le nombre de bourses accordées par la JAE et destinées à des séjours en Allemagne commença à décroître . Après la prise de pouvoir par les nazis, la politique culturelle extérieure allemande devait désormais servir les intérêts politiques et économiques de l’Allemagne, l’activité scientifique et culturelle se muant dès lors en outil de propagande. À l’école allemande de Madrid, le processus d’alignement sur les principes du nouveau régime ne tarda pas à se mettre en route, et les autres collèges allemands en Espagne et au Portugal suivirent bientôt, mettant leur activité éducative en conformité avec les fondements doctrinaux du Troisième Reich et épurant notamment les collections de leurs bibliothèques. Le Centre allemand d’études et d’échanges de Barcelone et le Centre d’échange intellectuel germano-espagnol de Madrid perdirent leur autonomie et durent mettre leurs activités au diapason des nouvelles orientations politiques.
Pendant la Guerre civile, la propagande nationale-socialiste assimilant le camp républicain au bolchevisme, des militaires et techniciens allemands se portèrent au secours des insurgés. L’objectif principal de la politique extérieure des autorités allemandes était d’influer sur la configuration politique de la future Espagne « nationale ». Si pendant un temps plusieurs factions de la Phalange se sentaient des affinités avec le nazisme, d’autres secteurs parmi ceux qui appuyaient Franco jugeaient préoccupante la tentative de mainmise allemande. Il s’ensuivit que les nazis non seulement durent rivaliser avec le fascisme italien, mais encore eurent à affronter la méfiance croissante de quelques-uns des groupes du camp insurgé.
L’Allemagne chercha à établir des relations avec des intellectuels et des représentants des professions libérales espagnoles du camp nationaliste, en privilégiant ceux qui avaient auparavant eu des contacts avec la culture allemande, en particulier d’anciens boursiers de la JAE, pendant que les universités de Salamanque, de Séville et de Valladolid étaient encouragées à entretenir des relations avec les universités allemandes. Cependant, celle de Salamanque faisait figure de partenaire privilégié, la ville de Salamanque, emblématique du point de vue culturel, au même titre que Munich ou Nuremberg dans l’imaginaire nazi, apparaissant comme le cadre idéal aux efforts nazis pour gagner des allégeances espagnoles. Cette considération peut sans doute aider à expliquer pourquoi l’ambassade d’Allemagne maintint son département de presse dans cette ville, même après que l’ambassadeur eut suivi les services du chef de l’État espagnol lors de leur transfert à Burgos à l’été 1939.
Pendant la Seconde Guerre mondiale, l’Allemagne disposait de plusieurs atouts pour exercer son influence sur la politique, la culture et la science espagnoles, à savoir : la forte dette consécutive à la contribution allemande à la victoire franquiste ; le soutien des élites universitaires germanophiles, plus particulièrement dans les disciplines du droit, des sciences sociales, de la philosophie et des sciences de l'ingénieur ; et le contexte d’isolement intellectuel, l’autarcie et la nette orientation fasciste qui prévalut dans les premières années du franquisme. L’Espagne était à cette époque largement tributaire de l’Allemagne et de l’Italie en matière scientifique et technologique. Les écoles allemandes furent maintenues, et le Troisième Reich allait investir jusqu’à la fin de la Seconde Guerre mondiale de fortes sommes d’argent dans la construction ou la rénovation de ses bâtiments scolaires en Espagne.
La dépendance croissante de l’industrie de guerre allemande vis-à-vis de certaines fournitures espagnoles (de tungstène notamment) accentua encore l’intérêt qu’avait l’Allemagne à arrimer l’Espagne à l’Axe et à l’incorporer dans ses plans de redéfinition de l’espace économique européen. En outre, l’Espagne gardait sa fonction de passerelle vers l’Amérique latine, où la propagande allemande œuvrait à contrecarrer la position dominante des États-Unis, en résonance avec l’aspiration franquiste de renforcer l’image de l’Espagne en Amérique latine à travers la doctrine de l’« Hispanité », l’unité spirituelle de la communauté des peuples hispaniques.

#### Première période comme président de l’IAI et missions de cet institut
Lorsque Faupel prit début avril 1934 la direction de l’Institut ibéro-américain (IAI), l’Institut se trouvait officiellement sous la tutelle des ministères de l’Instruction publique (Kultusministerium) du Reich et de Prusse. Depuis peu cependant, diverses organisations nationales-socialistes concurrentes, affichant des ambitions en matière de politique culturelle du Reich, dictaient de facto leurs consignes à l’Institut, et le pouvoir de décision dans le Kultusministerium était en réalité secrètement détenu, une fois le régime nazi consolidé, par la SS. En ce qui concerne les nominations au poste de directeur de l’IAI et la mise au point des futures directives pour sa mission, se considéraient compétents également, au même titre que le Kultusministerium de Prusse, le ministère des Affaires étrangères (Auswärtiges Amt, ou AA), le ministère de la Propagande, et l’Organisation extérieure (Auslandsorganisation, AO) du NSDAP. Il est du reste probable que la pression du ministère de la Propagande et de l’AO du NSDAP ait été déterminante dans la nomination de Faupel à la tête de l’IAI.
Ainsi, et grâce aussi à des alliés dans les hautes instances de la dictature nazie, Faupel avait, pour l’organisation de ses activités, largement les mains libres, mais le budget de l’Institut était au début extraordinairement faible, même si le champ d’action de l’IAI allait être amplifié par la mise à contribution d’autres organisations, nouvelles ou déjà existantes. Faupel avait plusieurs confidents au sein de la direction de la NSDAP/AO, par quoi il était assuré de pouvoir utiliser le réseau de renseignement de l’AO en Amérique latine.
D’autre part, la marge de manœuvre de l’IAI était conditionnée par l’importance que la direction du régime nazi accordait à la péninsule Ibérique et à l’Amérique latine. Hitler lui-même ayant clairement laissé entendre que les visées expansionnistes de son régime étaient orientées avant tout vers l’est, l’IAI se distinguait donc d’emblée des autres instituts par le peu de cas macropolitique que le gouvernement nazi faisait de son champ d’activité, à savoir l’Amérique latine. Pour Faupel, il s’agissait dès lors concrètement de fortifier l’ascendant allemand outre-mer tout le temps qu’il faudra, jusqu’à ce que la direction du régime s’avise enfin d’exploiter matériellement l’influence ainsi acquise.
Faupel consacra sa première période à la présidence de l’IAI à augmenter les ressources de son institut et à affaiblir les institutions susceptibles de le concurrencer dans le domaine des relations germano-latinoaméricaines, tout en s’emparant des positions décisives pour son propre compte. Concomitamment, Faupel intervenait à la fondation Alexander-von-Humboldt comme expert en affaires latino-américaines, auquel titre il acquit une influence déterminante sur l’octroi des bourses de recherche à des Latino-Américains.
Progressivement, Faupel s’appropria la direction de la plupart des fédérations économiques interétatiques ayant affaire avec l’Espagne et l’Amérique latine. Au moment où Faupel devint directeur de l’IAI au printemps 1934, ces organisations interétatiques se trouvaient en cours de réorganisation, processus au terme duquel elles se virent obligées de coopérer entre elles et aussi de se soumettre au Führerprinzip. Quelques semaines auparavant, la NSDAP/AO avait obtenu que lesdites fédérations aient à choisir un de ses hommes de confiance comme membre de leur conseil d’administration ; celui assigné à l’IAI était Eberhard von Jagwitz, qui avait fait partie en Argentine du groupe d’instructeurs militaires autour de Faupel. Si donc Faupel était contraint de déléguer certaines missions, il pouvait néanmoins dans les questions de portée stratégique toujours se réserver la prise de décision.
Il semble que les industriels allemands intéressés se soient progressivement reposés sur l’Institut et sur son président comme intermédiaires entre eux et les décideurs politiques outremer, ce qui faisait p. ex. qu’au plus tard à partir de 1936, des représentants d’IG Farben en partance pour l’Amérique latine se faisaient munir de lettres de recommandation de Faupel. En outre, il était habituel que Faupel accepte de piloter divers projets d’exportation ou d’investissement en Amérique latine. L’IAI jouant de plus en plus le rôle de point de chute pour personnalités politiques latino-américaines de passage en Allemagne, une autre des activités essentielles de Faupel consistait en la prise en charge de Latino-Américains qui voyageaient en Allemagne ou qui s’y étaient établis. Ceux-ci se retrouvaient ainsi directement à portée de main de l’Institut comme potentiels « multiplicateurs » de l’influence allemande outremer.
Chaque 12 octobre, depuis sa fondation et jusqu’en 1942, l’IAI célébrait la fête de la Race (Día de la Raza, c’est-à-dire de l’hispanité), à laquelle s’associait aussi la DSG,.
Sur le long terme, Faupel concevait sa politique étrangère culturelle comme outil devant permettre de restaurer la présence allemande sur la scène mondiale (« Weltgeltung »). En ce sens, des succès de long terme dans l’obtention de « multiplicateurs » lui apparaissaient de loin plus souhaitables que des succès d’estime propagandistes à court terme. Dans cette tâche, Faupel eut à affronter nombre d’obstacles systémiques consécutifs à l’instauration du système nazi, dont notamment le racisme, propre à repousser beaucoup d’admirateurs étrangers, en particulier quand eux-mêmes en étaient l’objet, Faupel mettant alors tous ses soins à éviter que le racisme consubstantiel au régime puisse effaroucher ses « multiplicateurs ». Ainsi s'appliqua-t-il, par l’entremise du ministère de la Propagande, de faire retirer de la circulation certains libelles, tels que ceux d’Arnold Noldens (pseudonyme de Wilhelm Pferdekamp), dont l’un p. ex. portait le titre « Afrika beginnt hinter den Pyrenäen » (littér. L’Afrique commence derrière les Pyrénées).
Les efforts visant à augmenter la diffusion de la langue allemande en outremer échouèrent par manque de moyens financiers. Estimant à juste titre que sans une hausse des compétences linguistiques réciproques, les effets « multiplicateurs » resteraient en-dessous du résultat escompté, Faupel prit de nombreuses initiatives en vue d’ancrer l’espagnol comme matière d’enseignement dans les écoles allemandes, initiatives qui se soldèrent toutes par à un échec.

#### Président de laDeutsch-Spanische Gesellschaft(février 1936)
Faupel prit aussi la direction de la Gesellschaft für Länderkunde (littér. Société de géographie politique), ensuite celle de la Deutsch-Spanische Gesellschaft (Société germano-espagnole, en abrégé DSG), puis également de la Deutsch-Ibero-Amerikanische Gesellschaft (Société germano-ibéroaméricaine). Ces deux dernières organisations allaient bientôt se retrouver imbriquées dans le même assemblage politique que celui dans lequel l’IAI avait déjà été intégré. Leur financement était assumé par la Vereinigung zwischenstaatlicher Verbände und Einrichtungen (VzVE, littér. Union des fédérations et institutions interétatiques), laquelle dépendait financièrement en premier lieu du Nachrichtenfonds (Fonds pour le renseignement) du ministère de la Propagande, auquel vint plus tard se joindre comme bailleur de fonds, avec des montants plus élevés, le Kuratorium der Adolf-Hitler-Spende der deutschen Wirtschaft (littér. Curatelle des donations Adolf-Hitler de l’économie allemande), mais qui tomba bientôt sous l’égide du SS-Obergruppenführer Werner Lorenz. En outre, Faupel se réservait le droit d’en choisir personnellement les membres, aussi quiconque désirait adhérer à la Deutsch-Spanische Gesellschaft p. ex. devait en personne faire acte de candidature auprès de Faupel.
Avant la Guerre civile espagnole, la DSG s’érigea en intermédiaire entre d’une part les cercles phalangistes espagnols favorables à la cause du fascisme et du nazisme, et d’autre part les autorités de l’État et les instances du NSDAP en Allemagne. Jusque-là, les relations entre la NSDAP et la Phalange avaient été fort limitées, l’idéologie du dirigeant et fondateur de la Phalange José Antonio Primo de Rivera s’apparentant plus au fascisme italien. Cependant, après l’éclatement de la Guerre civile, l’antagonisme interne au sein de la Phalange entre les « vieilles chemises » d'une part et les soutiens de Franco de l'autre à propos de la configuration politique du nouvel État espagnol à construire, conduisit les premières à resserrer leurs liens avec la NSDAP,. Dans le même temps, des Espagnols fuyant la zone républicaine commençaient à affluer en Allemagne, réfugiés à qui Faupel, passé président de la DSG en février 1936, présenta la DSG comme l’institution de référence où trouver des moyens de subsistance dès leur arrivée à Berlin. À la mi-octobre 1936, Faupel adressa au ministère de la Propagande une requête de déblocage immédiat d’un budget extraordinaire pour la prise en charge des réfugiés espagnols ayant fait appel à la DSG. Étant donné qu’une partie de ces Espagnols appartenait au monde universitaire, Faupel voulait employer ces ressources financières pour les rétribuer modestement pendant quelques mois pour les travaux scientifiques dont la DSG les missionnerait à titre transitoire. Faupel justifia sa demande comme un investissement d’avenir de la politique extérieure de l’Allemagne, arguant que « précisément dans la situation actuelle, nous devons nous efforcer de créer des obligations de gratitude, par notre bonne disposition à leur venir en aide, chez autant d’Espagnols d’idées patriotiques qu’il est possible, jetant ainsi les bases d’une future construction de nos relations ». Cette aide cependant fut refusée par la VzVE, laquelle, placée sous la tutelle des ministères des Affaires étrangères (Auswärtiges Amt, ou AA) et de la Propagande, estimait prioritaire d’assigner les ressources à la représentation fraîchement créée de la Phalange en Allemagne. Concrètement, la VzVE requit Faupel de prendre contact avec l’ancien attaché de l’ambassade d’Espagne et actuel chef des phalangistes en Allemagne, Rogelio García Castell, ainsi qu’avec la Auslandsorganisation (AO) et l’Außenpolitisches Amt (APA, Office de la politique extérieure) du NSDAP pour convenir ensemble à quels Espagnols il y avait lieu d’apporter un soutien. Il s’ensuit que dans la période se situant entre le début de la Guerre civile et la reconnaissance du gouvernement de Franco par l’Allemagne nazie le 18 novembre 1936, l’attention de la DGS allait, pour ce qui est de ses rapports avec l’Espagne, se focaliser sur la Phalange en Allemagne, en exécution des directives du parti nazi,.
De façon générale, la DSG dut mettre ses activités progressivement au service des objectifs impériaux du national-socialisme, mais vit en même temps se renforcer ses capacités financières, étant placée désormais sous perfusion de l’État. Durant cette période, la DSG se mit à produire, pour les besoins des autorités nationales-socialistes, une série de rapports sur l’Espagne et ses relations internationales. En revanche, dans ses relations avec la FET y de las JONS (le parti unique issu de la fusion de la Phalange avec les JONS), Faupel dédaignera de prendre égard aux consignes des autorités franquistes, ce qui aboutira finalement à sa destitution de son poste d’ambassadeur.
Faupel revint à la tête de la DSG en février 1938, moment où eurent lieu plusieurs changements importants dans la direction de la société, dont l’entrée dans le Conseil d’administration de Johannes Bernhardt (de), directeur de la Hispano-Marokkanische Transport-Aktiengesellschaft (HISMA), et d’Anton Wahle, directeur de la Rohstoff- und Wareneinkaufsgesellschaft m.b.H (acronyme ROWAK, littér. Société d’achat de matières premières et de marchandises SARL), entreprises sur lesquelles allait s’appuyer tout au long de la Guerre civile le système compensatoire d’échange de biens régissant les relations économiques germano-espagnoles, et qui allaient exercer une façon de monopole commercial au service des intérêts allemands. Par ailleurs, des représentants de l’AO du NSDAP et du ministère de la Propagande furent intégrés au comité de direction de la DSG.

#### Mission diplomatique à Salamanque (novembre 1936 - août 1937)

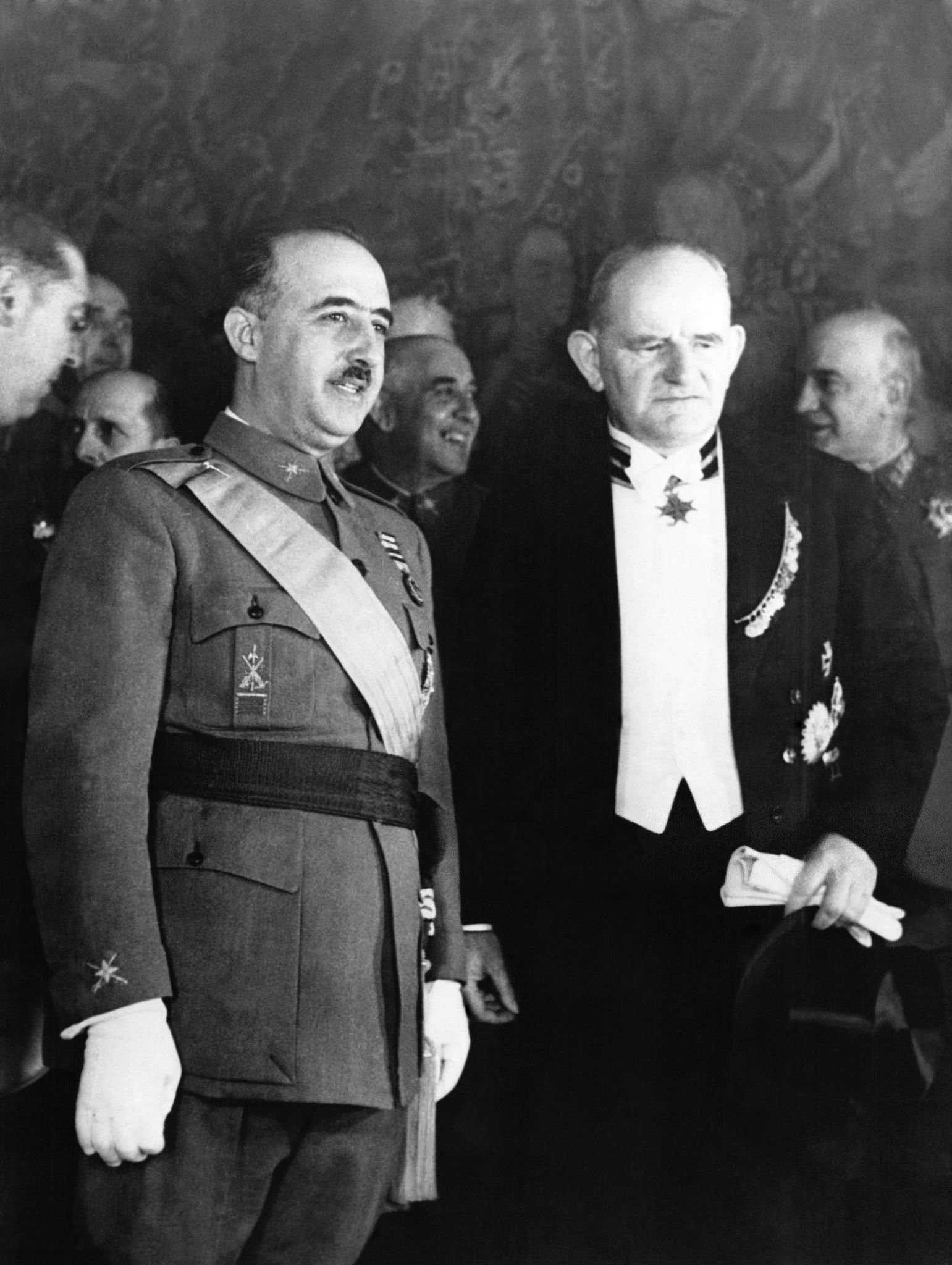
L'ambassadeur Wilhelm Faupel remettant ses lettres de créance à Francisco Franco (Salamanque, 1936).

À l’éclatement de la Guerre civile espagnole, le NSDAP crut l’heure venue de remplacer la diplomatie classique par une diplomatie nationale-socialiste. En dépit des mises en garde du ministère des Affaires étrangères (AA), qui craignait les imprévisibles conséquences d’une ingérence allemande dans un conflit international, Hitler décida d’aider les généraux rebelles, leur permettant ainsi d’obtenir leurs premiers succès militaires. Au stade suivant, qui consista à commencer à nouer des relations diplomatiques avec les nationalistes, le NSDAP parvint, avec la nomination de Faupel comme chargé d’affaires allemand auprès de Franco, à imposer son propre candidat. Cette nomination fut interprétée comme le signe tangible de ce que les diplomates traditionnels avaient été évincés par des personnalités attitrées du NSDAP, et comme la victoire de l’option du NSDAP de privilégier les relations avec la Phalange, au rebours des préférences des Affaires étrangères pour Franco et son gouvernement.
C’est donc Faupel, réputé être un expert en affaires hispaniques et pleinement dévoué à la diffusion du national-socialisme, que Hitler chargea de diriger la légation diplomatique allemande destinée à établir le contact avec les insurgés. Faupel, que la presse espagnole désigna d’emblée par le titre d’ambassadeur, alors qu’en réalité il ne l’était pas encore, vint accompagné d’un groupe choisi de collaborateurs appelé à accomplir les tâches diplomatiques. Ce groupe se mit aussitôt en contact avec la Phalange, escomptant sans doute, en raison d’une meilleure compénétration d’idées et d’une plus grande parenté idéologique, une meilleure communication avec les phalangistes qu’avec d’autres forces politiques de la droite traditionnelle.
Dans le mémorandum intitulé Denkschrift über die Aufgaben eines Vierjahresplans élaboré par Hitler en été 1936, celui-ci désignait la « nécessité de repousser le péril bolchévique » comme la considération la plus importante de la politique allemande, à laquelle toutes les décisions eussent à être subordonnées. Une remarque faite par Hitler devant Faupel en novembre 1936, peu avant son départ pour Salamanque, peut aider à cerner le rôle que Hitler impartissait à l’Espagne dans son concept européen global et qui peut se résumer comme suit : Faupel ne devait pas s’immiscer dans les affaires intérieures espagnoles ; il lui était indifférent quel système politique — dictature militaire, État autoritaire ou monarchie — émergerait de la Guerre civile ; son but exclusif était d’obtenir qu’à l’issue de la Guerre civile la politique extérieure de l’Espagne ne soit déterminée ni par Paris ou Londres, ni par Moscou, et qu’à cette fin l’Espagne, dans la confrontation définitive pour la réorganisation de l’Europe, à laquelle il fallait assurément s’attendre, l’Espagne ne se retrouve pas dans le camp des ennemis, mais au possible dans celui des amis de l’Allemagne,,,.
Les instructions, qui furent communiquées à Faupel le 18 novembre 1936 par le ministre des Affaires étrangères Neurath pour sa mission diplomatique, s’énonçaient ainsi que suit :

« […] En ce qui touche aux affaires militaires, le gén[éral] Faupel se mettra en communication avec le ministère de la Guerre du Reich. Faupel ne devra pas s’occuper d’affaires militaires, mais devra évidemment être tenu au fait de tout, y compris sur le plan militaire. Essentiellement, sa mission consiste à conseiller le gén[éral] Franco sur sa demande, à représenter nos intérêts auprès de celui-ci, et à nous tenir informés du cours des événements. »

Par volonté expresse de Hitler, Faupel fut doté pour sa mission en Espagne d’un groupe de spécialistes en matière de propagande et de presse issus du ministère de la Propagande et de l’Auslandsorganisation (AO) du NSDAP,. C’est sur la base de ce groupe que fut constitué en juin 1937 le département de presse de l’ambassade d’Allemagne à Salamanque, département dont l’activité visait à consolider les relations avec la Phalange et à fournir tout type de livres, périodiques et films de propagande sur l’Allemagne et le national-socialisme. Dans ses efforts à influer sur la Phalange, le service de presse allemand allait se trouver engagé dans une compétition âpre et sournoise avec le département de propagande fasciste italien,.
Dès son arrivée à Salamanque, dans la nuit du 29 novembre 1936, le groupe de Faupel eut le loisir de s’informer de première main sur la situation réelle de la Phalange, puisque les principaux représentants de celle-ci s’étaient eux aussi déplacés à Salamanque, attendu que cette ville était le siège du quartier-général de Franco, récemment proclamé chef de l’État par les généraux insurgés. L’équipe de Faupel dut s’être rapidement avisé des carences de ces phalangistes, dont en premier lieu l’absence d’une propagande puissante et efficace, et s’attelèrent sur-le-champ à les assister sur ce chapitre. Cela aboutit, comme premier résultat, à l’annonce de la création début décembre 1936 d’un bureau de propagande dirigé par le chef phalangiste Hedilla lui-même,,.
Les envoyés allemands supervisés par Faupel, sitôt qu’ils eurent jaugé la situation du camp nationaliste, et plus particulièrement celle de la Phalange, entreprirent résolument de diffuser le national-socialisme en ayant recours à tous les moyens qu’il était permis aux ambassades d’employer : des cours d’allemand étaient organisés, des membres de la section féminine de la Phalange étaient invités à faire des séjours en Allemagne, un secours d’hiver sur le modèle de la Winterhilfe était mis sur pied, etc. En janvier 1937, l’Allemagne mit à la disposition de Radio Nacional de España (RNE) un puissant émetteur et treize techniciens de maintenance. Grâce à ces nouvelles installations, les émissions de RNE pouvaient être captées sur la totalité de la zone républicaine. Par la suite, Faupel se lamenta que les Espagnols aient pu décider librement du contenu des programmes, du reste en accord avec les stipulations de l’accord conclu entre l’ambassade d’Allemagne et la Junte technique (ébauche de gouvernement nationaliste) de Burgos à l’été 1937.
Parallèlement, Faupel expédiait, de son ambassade à Salamanque, des rapports à l’AA à propos des lignes directrices qu’avait à suivre la propagande culturelle dans l’Espagne nationaliste, soulignant entre autres l’absolue nécessité de pourvoir l’ambassade et les librairies espagnoles en traductions de littérature allemande, plus particulièrement dans les domaines du droit du travail, de l’administration publique, de la police, de l’hygiène et de l’eugénisme, et de lui faire parvenir du matériel d’information sur les organisations nationales-socialistes, tels que l’Arbeitsdienst (Service de travail), les Jeunesses hitlériennes, le Bund Deutscher Mädel (BDM, littér. Ligue des jeunes filles allemandes) etc., des revues spécialisées de médecine allemande, et aux fins de propagande, des cartes postales avec la photographie de Hitler et d’autres dirigeants allemands.
Il s’agissait de faire participer symboliquement le peuple espagnol aux valeurs du nazisme et du fascisme. Les ambassades allemande et italienne organisèrent plusieurs célébrations, desquelles, bien que conçues comme spectacles de propagande, il était exigé qu’elles présentent une série de qualités « artistiques » et éducatives, de sorte à interpeller le public et obtenir son adhésion. Beaucoup de ces activités de propagande consistaient en la commémoration de faits et de dates marquants de l’histoire récente des mouvements fasciste et nazi, dont notamment l’ascension de Hitler au pouvoir, l’anniversaire du Führer, le jour du Travail allemand, l’anniversaire de la marche sur Rome, la conquête de l’Éthiopie, etc., La première de ces célébrations à présenter un caractère proprement national-socialiste fut la commémoration à Salamanque, le 31 janvier 1937, de la montée au pouvoir de Hitler, cérémonie a laquelle Faupel convia les principaux représentants des forces politiques alors présentes à Salamanque.
D’autre part, Faupel ne tint pas compte de la consigne pourtant univoque de son ministère de tutelle de ne pas se mêler de questions militaires. Peu après son arrivée en Espagne, Faupel avait transformé son bureau en salle d’état-major, où les cartes militaires indiquant la ligne de front semblaient occuper sur les tables plus de place que les classeurs contenant la correspondance diplomatique. Le groupe de conseillers qu’il avait demandé de faire venir d’Allemagne étaient à quelques exceptions près tous des officiers ayant été précédemment instructeurs militaires en Amérique latine. Pourtant, Faupel — au titre de chargé d’affaires d’abord, d’ambassadeur ensuite — n’avait aucun pouvoir décisionnaire dans la nomination des commandants des troupes d’intervention allemandes, arrivés en Espagne déguisés en volontaires, ou des hauts commandants de la légion Condor, qui quant à eux n’avaient eu dans leur carrière passée que peu ou pas de relation avec Faupel. Le lieutenant-général Sperrle, sous les ordres de qui se trouvaient les unités de la Luftwaffe, partageait certes avec Faupel essentiellement les mêmes appréciations sur la situation militaire, mais ne manquait pas à l’occasion de rappeler à Faupel comment se présentait la chaîne de commandement ; une lutte de pouvoir s’engagea alors entre les deux hommes. Quant au premier crime de guerre nazi, à savoir le bombardement aérien perpétré par l’aviation allemande contre la ville basque de Guernica le 26 avril 1937, Faupel, s’il ne peut en être tenu pour responsable militairement, en était assurément co-responsable politiquement.
Peu après sa première entrevue avec Franco, Faupel s’adressa directement à Hitler pour le solliciter de dépêcher une division allemande afin d’appuyer la « croisade espagnole ». Vers la mi-décembre 1936, il regagna Berlin porteur d’un rapport sur la situation en Espagne, et quelque temps après, Hitler convoqua une conférence dans la chancellerie du Reich réunissant Göring, Blomberg (chef de la Wehrmacht), Fritsch, le colonel Warlimont (l’un des artisans de la légion Condor), le colonel Hossbach et Faupel. Hormis ce dernier, tous se montraient favorables à ce que l’aide à l’Espagne demeure limitée, en conséquence de quoi Hitler décida que l’Allemagne n’enverrait pas d’hommes supplémentaires en Espagne, à l’exception de la relève du personnel de la légion Condor et d’une petite unité SS chargée d’entraîner les officiers de la police espagnole.
Se souciant aussi de la formation militaire de l’armée nationaliste espagnole et de la Phalange, Faupel demanda dans un rapport que soient envoyés en Espagne comme formateurs trois militaires à la retraite, vétérans d’Amérique latine comme lui et sachant l’espagnol. L’entraînement de la Phalange fut confié au commandant Walter von Issendorf et, en dépit de la méfiance que cela suscita dans l’armée franquiste, débuta en janvier 1937.
Une autre requête de Faupel, faite en janvier 1937, portait sur la mise en place d’un commandement général militaire conjoint germano-italien. Sans se préoccuper de ce qu’en penseraient les militaires allemands qui combattaient alors au service de Franco, Faupel suggéra de confier la direction de ce commandement à un colonel en retraite et ancien instructeur au Chili. Quoique ce plan ait été repoussé par Berlin, les ingérences de Faupel ne tardèrent pas à lui valoir l’inimitié de Sperrle, commandant en chef de la legion Condor. Mais il eut aussi quelques succès diplomatiques, p. ex. après qu’il eut reçu début 1937 l’instruction de Berlin d’entamer rapidement des pourparlers avec Burgos en vue de signer un ensemble d’accords bilatéraux propres à assurer un lien puissant entre l’Espagne et l’Allemagne dans les domaines économique et politique. Le premier résultat de ses efforts, en date du 20 mars 1937, était un protocole secret qui, s’il se bornait à définir quelques lignes directrices générales, contenait aussi l’ébauche du statut de « neutralité bienveillante » que l’Allemagne souhaitait assigner à l’Espagne dans l’éventualité d’un conflit armé en Europe.
Dans cette phase de tâtonnement politique, où les fondements idéologiques du nouveau régime espagnol restaient à définir, les principes idéologiques et d’organisation propagés par les publications nazies qui arrivaient en Espagne durant cette période — principes tels que le Führerprinzip, le parti unique totalitaire, la réforme du système éducatif, le syndicalisme et le corporatisme — ont pu marquer de leur empreinte le « Nouvel Ordre » franquiste en gestation ; en particulier, les bases idéologiques du « syndicalisme vertical » franquiste ont pu être modulées, spécialement dans les premières années du régime, par le modèle des relations de travail dans l’Allemagne nazie tel qu’incarné dans le Deutsche Arbeitsfront (DAF, littér. Front allemand du travail).
En Allemagne même, la DSG formula en février 1937 un certain nombre de propositions de collaboration avec la Phalange espagnole, moyennant l’assentiment du haut commandement de l’armée franquiste. Les initiatives ainsi soumises à l’évaluation de l’AA dénotent une volonté affirmée de faire connaître les organisations nationales-socialistes en Espagne, notamment en invitant de jeunes Espagnols à effectuer des séjours en Allemagne. L’AA conditionna son aide financière à la condition de ne pas entraver la victoire de la cause nationaliste et d’en référer aux autorités espagnoles plutôt qu’aux seuls dirigeants phalangistes, directives auxquelles Faupel se soumit volontiers, car cela le plaçait, au titre d’ambassadeur et en même temps comme figure marquante de la DSG, dans le rôle de médiateur clef de la stratégie de propagande et de prosélytisme national-socialiste en direction de l’Espagne. Pourtant, à l’encontre des directives de l’AA, l’ambition de Faupel l’incita à se mettre en rapport direct avec les représentants de la Phalange en Espagne en se passant de l’approbation des autorités franquistes, ce qui finit par indisposer celles-ci. Faupel en effet préférait, pour mener à bien certaines réformes sociales jugées par lui indispensables (en particulier l’amélioration des conditions d’existence des classes laborieuses), se reposer sur la Phalange plutôt que sur Franco et les secteurs monarchistes, carlistes ou traditionalistes. Selon Faupel, le phalangisme était le plus qualifié pour servir, dans une Espagne appauvrie, de solution de rechange à l’« internationalisme juif marxiste-léniniste ». Faupel avait sur la nécessaire réforme sociale en Espagne des conceptions plus révolutionnaires que les visions qu’en avaient Franco et la plupart de ses militants, et regardait les traditionalistes comme des réactionnaires, en particulier du fait de leur catholicisme, dont Faupel se méfiait, autant qu’il appréciait le positionnement critique de la Phalange vis-à-vis de l’Église. Aussi Faupel rédigea-t-il rapidement pour le compte de la DSG un agenda d’invitations à l’intention de phalangistes espagnols, dont un premier contingent de dix phalangistes, aussitôt pris en charge en Allemagne par la DSG, qui avait su obtenir le consentement des organisations nazies concernées. Cependant, le décret d’unification d’avril 1937, qui fondait le parti unique FET y de las JONS, entraîna la suspension de cette invitation.
Même après le décret d’unification, Faupel n’hésita pas à poursuivre la diffusion du national-socialisme, et ne cessa pas — au contraire de son successeur Von Stohrer — d’assister aux commémorations prescrites par le Parti nazi, où il se laissait chaque fois accompagner d’autres orateurs, membres en vue du Parti. Pas davantage, il ne mit fin à ses ingérences dans la politique intérieure franquiste et prodiguait continuellement ses conseils à Franco dans les questions sociales et de propagande, en lui proposant l’assistance de spécialistes allemands. Dans un de ses rapports, il soutint que « Franco ne pourrait rien faire de mieux que de mettre en pratique le plus tôt possible quelques-unes des propositions de réforme déjà préparées, en partie avec l’aide allemande, par la Phalange »,,.
Le 1er mai 1937, Faupel adhéra au NSDAP, d’une part parce que l’ambassadeur italien s’était fait membre du parti fasciste, et d’autre part et surtout parce que le NSDAP/AO insista pour que leur diplomate en chef en Espagne établisse un lien analogue avec le parti officiel.
En avril 1937, Manuel Hedilla fut limogé comme chef de la Phalange et condamné à mort par une cour martiale. Lorsque Hedilla fut écroué, Issendorf, qui dirigeait l’entraînement militaire de la Phalange, ainsi que d’autres instructeurs allemands, furent également détenus pour une brève période. Faupel envoya un télégramme à Berlin indiquant que la condamnation de Hedilla signifiait « la victoire des milieux positionnés contre la Phalange et contre la réalisation de la réforme sociale, qui exercent ces temps derniers une influence de plus en plus grande sur Franco »,. Faupel doutait de l’impartialité du tribunal militaire, qu’il croyait avoir été mis sous pression par Serrano Suñer, et prit position en faveur de Hedilla, insistant auprès du gouvernement allemand pour qu’il intervienne, mais en vain. Ces démarches de Faupel eurent pour effet de détériorer plus avant encore les relations avec Franco, lequel eut soin d’alerter les fonctionnaires de l’AA sur le degré de compromission de leur ambassadeur,.
Faupel, qui n’avait rien d’un militaire aristocrate ni d’un diplomate chevronné, ne tarda donc pas, en dépit de ses modestes succès diplomatiques, à entrer en conflit avec le gouvernement franquiste. Ses interférences dans les matières militaires et de politique intérieure espagnoles furent cause que ses relations avec Franco allèrent se détériorant et qu’il devint finalement persona non grata en Espagne nationaliste. Serrano Súñer, alors conseiller auprès de Franco pour les questions en lien avec la Phalange, dénonça que Faupel apportait son appui aux éléments les plus radicaux de la Phalange,. Après 1945, devenu ministre de l’Intérieur de Franco, Serrano Súñer brossera un portrait assez peu flatteur de l’ambassadeur allemand, ; il est vrai que Faupel adoptait volontiers des postures de consul. Ses critiques portaient surtout sur le caractère du régime franquiste, Faupel détectant très tôt dans l’entourage de Franco des tendances socialement conservatrices, monarchistes et réactionnaires, tendances qui, si elles devaient aboutir, feraient capoter la « révolution » de type fasciste qu’il désirait, résolument dirigée contre les forces de l’Ancien Régime ; or, un retour aux conditions politiques d’avant l’instauration de la république espagnole en 1931 eût à mettre sur ses gardes selon lui toute politique extérieure allemande prévoyante. Non seulement, estimait Faupel, la victoire du camp nationaliste dans la Guerre civile devait être l’objectif premier de la politique allemande, mais encore était-il dans l’intérêt de l’Allemagne que dans ce camp les forces adéquates l’emportent et produisent une révolution fasciste ; Faupel jugeait ces forces incarnées dans la Phalange, laquelle n’était cependant dans le camp insurgé qu’une faction parmi d’autres, dont les officiers rebelles redoutaient la concurrence. Forçant la portée de la permission donnée par Hitler de fournir une assistance militaire à la Phalange, Faupel s’était cru habilité à procurer aux phalangistes une formation militaire. Mais quand au printemps 1937 le chef phalangiste Manuel Hedilla fut incarcéré et condamné à mort sur l’accusation probablement fausse d’avoir fomenté une conspiration phalangiste contre Franco, Faupel fut soupçonné d’être de connivence avec Hedilla, d’autant qu’il intervint diplomatiquement pour empêcher l’application du verdict. Cet incident, ainsi que la manière peu diplomatique de faire des remontrances au gouvernement franquiste, l'anticléricalisme de nombre de ses déclarations, et les conflits croissants avec le commandement allemand de la légion Condor, à quoi s’ajoutaient son outrecuidance, son manque de retenue diplomatique envers Franco et ses prétentions devant la jeune génération d’officiers de la Wehrmacht et envers le ministère des Affaires étrangères, finirent dans le courant de l’année 1937 par rendre inéluctable son renvoi comme ambassadeur. En outre, Faupel, mais aussi Sperrle, d’accord sur ce point malgré les différends, se plaignait de façon répétée auprès de Franco de la lenteur avec laquelle se déroulaient les opérations militaires de son armée. À la suite de ces immixtions militaires et politiques, Franco entreprit plusieurs démarches à l’été 1937 devant le gouvernement allemand à l’effet que ses hauts représentants militaire et diplomatique soient remplacés pour avoir outrepassé leurs attributions,.
Avant d’être relevé de ses fonctions, Faupel avait réclamé le soutien de la DSG, qui dut lutter âprement pour obtenir les ressources financières nécessaires à mener à bien quelques-uns de ses projets (l’un de ceux-ci consistant p. ex. à permettre fin juillet 1937 à trois jeunes filles et un garçon phalangistes de visiter sur invitation de la DSG et sur proposition de Faupel plusieurs campements des HJ et du BDM).
Enfin, vers la fin août 1937, sur les instances de Franco, Hitler fit limoger Faupel, en invoquant des raisons de santé, et en écartant de son poste au même moment, pour faire bonne mesure, son adversaire le général Sperrle,,. Dans leur requête de mise à pied de Faupel, les autorités espagnoles l’avaient qualifié d’« indésirable à tous égards ». Faupel fut remplacé à la tête de l’ambassade par Eberhard von Stohrer, diplomate de carrière, qui allait s’entendre mieux avec Franco. Stohrer ne pouvait, contrairement à Faupel, brandir des recommandations de membres influents du Parti nazi, mais avait pour lui ses antécédents dans la carrière diplomatique ; avant le début de la Guerre civile, il avait été nommé au poste d’ambassadeur à Madrid, mais avait été empêché de prendre possession de sa fonction par l’éclatement du conflit,. Une fois en poste, il se soucia peu de se plier à la kyrielle de cérémonies publiques prévues par la légation allemande ni n’assista aux fastueuses commémorations et événements culturels de l’automne 1937, et quelques indices laissent penser qu’il était opposé à ce que les membres de sa légation s’adonnent aussi assidûment à ce type d’activité. À Serrano Súñer, le nouvel ambassadeur allemand apparaissait « aussi modéré que courtois ».
Après que Faupel, revenu en Allemagne, se fut à nouveau trouvé à la présidence de la DSG, quelques changements eurent lieu dans la composition du Comité de direction de la société, notablement l’intégration (déjà évoquée ci-haut) comme membres attitrés de Johannes Bernhardt (de) et d’Anton Wahle, directeurs, respectivement, de la Compañía Hispano-Marroquí de Transportes Ltda. (HISMA) et de la Rohstoff- und Wareneinkaufsgesellschaft m.b.H. (ROWAK). En juillet 1936, Bernhardt, membre de l’AO du NSDAP, avait en qualité d’émissaire de Franco transmis à Hitler sa demande d’aide militaire. À partir de 1937, la HISMA, dont la raison d’être originelle lors de sa fondation en juillet 1936 consistait à camoufler le transport par des avions allemands de troupes franquistes du Maroc vers l’Espagne, prit, à la faveur des bonnes relations entre Bernhardt et Franco, le caractère d’une entreprise privée, acquérant d’importants droits miniers en Espagne et organisant pour le compte de l’Espagne l’échange « compensatoire » germano-espagnol de marchandises. En mai 1937, quand il était encore ambassadeur, Faupel avait fait comprendre à Franco que l’aide allemande pourrait ne plus arriver si les Espagnols cessaient de commercer par le biais du système de Bernhardt. Après le retour de Faupel à la tête de la DSG, celle-ci se mit à accepter en son sein les représentants les plus marquants des intérêts économiques nazis en Espagne,.
Son retour en Allemagne se traduisit par une recrudescence des activités de la DSG et par une hausse du nombre d’Espagnols venant visiter l’Allemagne grâce à sa médiation. Sur demande expresse de Faupel, la DSG transféra son siège vers les locaux de l’IAI et put depuis lors bénéficier de la collaboration des spécialistes de l’Institut et par là organiser des activités culturelles plus ambitieuses, lesquelles, selon le rapport annuel 1938-1939, se répartissaient sur six catégories : conférences, réceptions, galas de bienfaisance, expositions, assistance et appui, bourses, et travaux scientifiques. Malgré ses relations détériorées avec Franco pendant son passage en Espagne, Faupel s’employa encore à influencer le phalangisme, mais à présent en meilleure intelligence avec les autorités franquistes, probables futurs vainqueurs de la Guerre civile.
Un jalon important dans les relations culturelles entre l’Espagne et l’Allemagne fut la Convention sur la collaboration spirituelle et culturelle entre les deux États, préparée par Faupel et signée à Burgos en janvier 1939, laquelle devait servir de cadre légal pour les relations entre les deux pays et prévoyait un large éventail de mesures dans les domaines éducatif et institutionnel, en plus de la diffusion de livres et de traductions. Cependant, la convention ne fut jamais ratifiée, en raison de l’opposition du Vatican et de la hiérarchie de l’Église catholique espagnole, qui considéraient les infiltrations idéologiques nazies comme un péril pour la foi des Espagnols, ce qui met en lumière les difficultés qu’éprouvait la dictature franquiste à maintenir un équilibre entre les différentes fractions qui la soutenaient. De plus, l’AA requit Faupel de freiner les négociations jusqu’à ce que la situation politique de Franco se soit stabilisée,.

#### Deuxième période comme président de l’IAI (1938-1945)
Lorsque Faupel, à son retour en Allemagne, reprit la présidence de l’IAI, les relations entre l’Allemagne et l’Amérique latine étaient entrées en crise. En effet, les tentatives de coup d’État d’inspiration fasciste menées au Chili et au Brésil avaient incité les pays voisins à prendre des mesures contre leur extrême droite. Dans le même temps, ces pays manifestaient désormais le souci d’homogénéiser leur population, caractérisée jusque-là par la diversité ethnique et par l’immigration. La politique d’assimilation allait affecter aussi les communautés allemandes et avoir pour conséquence une diminution sensible des activités des organisations allemandes d’outremer. De surcroît, l’AO (service étranger) du NSDAP avait perdu une grande part de son crédit par ses interventions souvent peu diplomatiques et par des actions terroristes contre ses adversaires politiques. La marge de manœuvre de la politique extérieure allemande s’en trouva, dès avant le déclenchement de la Seconde Guerre mondiale, considérablement réduite.
En ce qui concerne l’Espagne, il s’agissait à présent d’amener ce pays à consentir à une alliance avec l’Allemagne, dans la perspective de la guerre européenne en gestation, opération de persuasion dans laquelle l’IAI serait appelée, en tant qu’« institution de médiation », à jouer un rôle clef. À mesure que l’Amérique latine, pendant le prélude à la guerre et après le déclenchement de celle-ci, tendait à se mettre hors de portée de la politique extérieure allemande, l’importance de l’Espagne en contrepartie s’accroissait. À la mi-février 1938, dans une lettre au ministre de l’Instruction publique Bernhard Rust, Faupel exposa comme suit les nouveaux axes forts de son action :

« La mission de l’Institut doit être […] de soutenir la politique du Führer sur la péninsule Ibérique dans le domaine culturel et à cet effet de rester en contact étroit avec la jeunesse espagnole avide de rénovation, qui sur le plan philosophique cherche auprès de nous, davantage encore qu’auprès des Italiens, des points d’appui, du soutien et un modèle à suivre. La rupture actuellement en cours sur le plan social et philosophique en Espagne aura sur l’Amérique du Sud et sur l’Amérique Centrale de fortes répercussions, en partie d’ores et déjà perceptibles. »

La raison de l’intérêt grandissant du gouvernement nazi pour l’Espagne était géostratégique, la péninsule Ibérique ayant, avec la défaite française de juin 1940, pris une place centrale dans les préoccupations militaires tant des puissances de l’Axe que de la Grande-Bretagne et des États-Unis. En effet, le commandement allemand escomptait que l’entrée en guerre de l’Espagne et la subséquente conquête de Gibraltar pourraient affaiblir sensiblement la position de la Grande-Bretagne en Méditerranée, d'autant plus que l'Allemagne craignait une contre-offensive alliée en Afrique du Nord. Or, après que Franco eut rejeté l'éventualité d'une entrée en guerre, en invoquant l’état de faiblesse de l’Espagne consécutivement à la Guerre civile et le mauvais équipement de son armée, l’on réfléchissait en Allemagne aux moyens d’entraîner néanmoins encore l’Espagne dans la guerre. L’un des moyens envisagés était un soutien subreptice aux opposants à Franco au sein de la Phalange, un autre était de renforcer la División Azul — corps de volontaires espagnols envoyé combattre en Russie — suffisamment que pour en faire une force capable de renverser Franco et d’installer à sa place une élite de gouvernement prête à s’engager corps et âme dans la cause de l’Axe. Du coup, les réseaux d’influence de Faupel en Espagne, sa connaissance des antagonismes intérieurs espagnols et le fonds documentaire de la bibliothèque de l’IAI étaient redevenus des atouts majeurs. Entre-temps, l’Institut avait continué de servir de principal lieu d’étape des combattants volontaires espagnols, qui étaient susceptibles de faire office de « multiplicateurs », comme le souligna Faupel dans une lettre au ministère de la Sécurité d'État : « Dans leurs rangs se tiennent [...] des centaines d’universitaires, qui mettent régulièrement à profit leurs aller-retour entre l’Espagne et le front de l’Est pour prendre le pouls de l’Institut et collaborer avec lui ». Ici encore, Faupel, peu intéressé par des succès à court terme, visait les résultats sur la longue durée garantis par une influence subtile et permanente.
Si donc l’Amérique latine tendait depuis 1939 à s’éloigner du champ de préoccupation de l’Allemagne nazie, l’IAI s’efforçait de recueillir du moins la plus-value institutionnelle de l’essor conjoncturel des « Auslandswissenschaften » (études étrangères) induite par l’avancée de l’armée allemande sur le vieux continent. Cependant, si l’IAI sut tirer parti de son savoir sur l’Espagne et le Portugal, il dut accepter le rôle directeur des fonctionnaires du RSHA (sûreté d’État), tels que l’Oberführer SS Franz Six. Du reste, la réorganisation de l’Institut, projeté en 1938-1939, fut conçue en lien direct avec la création de la faculté d’Études étrangères de l’université de Berlin, encore que l’IAI ait pu garder son autonomie. De même, son implication dans le projet européen du gouvernement nazi et dans les plans d’aménagement imaginés par celui-ci pour de vastes territoires permit également à l’IAI de ralentir sinon d’éviter la perte d’importance de l’institution. Enfin, depuis le déclenchement de la guerre, l’IAI fournissait en matériel de propagande plusieurs ministères, et ce en quantités croissantes, plus particulièrement à destination de l’AA, qui s’évertuait à mobiliser en Amérique latine, en faveur du Troisième Reich, les sentiments anti-américains et antisémites endémiques. Des travaux et études réalisés dans ce cadre, dont le contenu s’est perdu, seuls les titres préservés permettent de se faire quelque idée ; on trouve entre autres les intitulés suivants : Imperialismus der USA (« Impérialisme des États-Unis »), Das Panama der Wallstreet (« le Panama de Wall street »), Mexico unter der Dollarherrschaft (« le Mexique sous la domination du dollar »), Italiener in den USA wie Neger behandelt (« les Italiens traités comme des nègres aux États-Unis »), Die Juden in Ibero-Amerika (« les Juifs en Ibéro-Amérique »), etc.
À la suite du remaniement gouvernemental opéré par Franco en mai 1941, les factions fascistes de la Phalange avaient dû céder une part de leur pouvoir aux secteurs catholiques et aux militaires qui s’opposaient à l’entrée en guerre de l’Espagne. En réaction, la Phalange, consciente que seule une victoire de l’Axe lui permettrait d’asseoir sa position politique dans le pays, entreprit d’approfondir ses relations avec Berlin, notamment par la fondation en septembre 1939 de l’Institut (phalangiste) d’études politiques (sigle IEP), dont les membres se mirent aussitôt en contact avec les cercles nazis en vue d’échanges culturels et scientifiques. Par la voie de leur revue officielle, la Revista de Estudios Políticos (es), ils faisaient connaître en Espagne l’idéologie et les législations fasciste et nationale-socialiste. Début 1941, Serrano Súñer créa l’Asociación Hispano-Germana, qui reçut le soutien du ministère allemand de la Propagande et de l’AA. L’université de Madrid pour sa part maintint pendant la Seconde Guerre mondiale d’intenses échanges culturels et scientifiques avec l’Allemagne, souvent grâce à l’appui financier allemand, tandis qu’étaient nombreux les cours de langue espagnole dans les universités allemandes. Les années 1941-1942 étaient marquées également par des contacts soutenus entre la Section féminine (SF) de la FET y de las JONS et le BDM, la dirigeante de la SF, Pilar Primo de Rivera, ayant visité p. ex. jusqu’à six fois l’Allemagne entre 1938 et 1943.
Ce nonobstant, le déroulement ultérieur de la guerre, peu favorable à l’Allemagne, entraîna un graduel refroidissement des relations entre ce pays et l’Espagne de Franco. À partir de l’automne 1942, Espagne renonça progressivement à sa position de « non belligérance » au profit de la « neutralité », et à partir de l’été 1944, il y eut une interruption quasi-totale des contacts culturels avec l’Allemagne nazie. Certes, en mars 1944 encore, l’université de Madrid décerna le titre de docteur honoris causa au professeur catholique conservateur de l’université de Munich, Karl Vossler, spécialiste de culture espagnole, qui dans un essai de 1929, intitulé Die Bedeutung der spanischen Kultur für Europa (littér. l’Importance de la culture espagnole pour l’Europe), avait plaidé pour l’Espagne et son rôle de phare moral de l’Europe.
Au début de la guerre, Hitler nourrissant d’autres projets pour le Marstall, où l’IAI était hébergé, Faupel dut se mettre en quête d’un autre site. Les démarches que Faupel entreprit à cet effet mettent en évidence le sans-façon et la rondeur avec lesquels Faupel prenait bouche avec les haut placés de la SS lorsqu’il avait une demande à faire aboutir. Faupel signala même qu’il avait mené, depuis que le Führer avait émis l’ordre de relocalisation de l’IAI, des discussions « presque quotidiennement avec Heydrich et ses subordonnés ».

#### Bilan de la politique d’influence et de l’effet «multiplicateur»
- En Argentine

En Argentine, le point culminant de l’influence allemande sur l’armée locale semble devoir être situé avant l’année 1933. En effet, après cette date se firent jour, au sein du corps d’officiers, des résistances contre une orientation trop marquée sur l’étranger, par suite desquelles le nombre des instructeurs allemands restés en Argentine continua de baisser dans la décennie 1930. Dans le même temps pourtant commença un afflux vers l’Allemagne de militaires argentins voulant y suivre une formation. Parmi les officiers ayant suivi un cursus en Allemagne avant 1933 et s’étant ensuite hissés à de hautes fonctions militaires et politiques, on peut citer à titre d’exemple les personnalités suivantes :
- Basilio Pertiné (es) : après la rébellion militaire (es) avortée de 1905, à laquelle il avait eu part, il fut envoyé en Allemagne, où il séjourna plusieurs années pour se former. De 1910 à 1918, il fut attaché militaire en Allemagne et vécut la Première Guerre mondiale en partie directement sur le front en qualité d’observateur. En septembre 1930, il se rallia, avec quelque hésitation au début, au coup d’État d’Uriburu, qui inaugura la période historique dite Décennie infâme. En mars 1936, sous la présidence de Justo, il assuma le poste de ministre de la Guerre. Il exerçait comme intendant de Buenos Aires en l’année révolutionnaire 1943, et son entrée dans l’appareil d’État du gouvernement putschiste inquiéta les Britanniques, qui le classaient comme sympathisant nazi[154].

- Enrique Mosconi : à son retour d’un séjour en Allemagne de 1905 à 1914, il accéda au poste de directeur général de la compagnie pétrolière publique Yacimientos Petrolíferos Fiscales (YPF). Ardent avocat de la nationalisation du secteur de l’énergie, jugé par lui stratégique, il fut destitué au lendemain du putsch d’Uriburu et incarcéré, appartenant en effet à ceux parmi les dénommés germanophiles qui en 1930 restèrent fidèles au gouvernement constitutionnel[155].

- Enrique P. González (es) : ami d’enfance et confident de Perón, il avait été formé avant 1933 en Allemagne et devint sous la dictature d’Uriburu chef de la police montée de Buenos Aires. Il fit partie des organisateurs du coup d’État de septembre 1943 et fut de 1949 à 1950 sous Perón à la tête de la Direction nationale des migrations et en même temps du Conseil national de recherches techniques, et figura accessoirement comme un personnage clef dans l’infiltration en Argentine d’anciens nazis en fuite[156].

- Juan Sanguinetti (es) : attaché militaire intérimaire en Allemagne, il y prit en charge l’équipe olympique argentine. Réputé grand admirateur du régime nazi, il fut candidat en 1944 au poste de ministre de la Guerre dans le gouvernement militaire, mais dut s’incliner devant Perón. Il servit ce dernier de 1948 à 1950 comme commandant en chef de l’Armée de terre[157].

Dans la décennie 1930, dans le même temps où l’armee s’efforçait de reduire les effectifs d’instructeurs militaires allemands dans le pays, le nombre des officiers argentins séjournant en Allemagne augmentait parallèlement. Il a pu être démontré qu’une partie de ceux-ci vint après 1945 au secours des fugitifs nazis. Ainsi que le note l’historien Oliver Gliech, « en ce cas précis, l’effet ‘multiplicateur’ a effectivement fonctionné en faveur du régime nazi, quand même ce ne fut qu’après son effondrement ».
- Au Chili

Le gouvernement de pays comme le Chili durent, compte tenu de leur opinion publique, prendre leurs distances vis-à-vis du Troisième Reich, sans pour autant encore mettre un terme aux contacts militaires et policiers. Si p. ex. les pourparlers sur la collaboration policière germano-latino-américaine avaient abouti à une impasse dans les années 1930, les discussions furent poursuivies néanmoins de façon officieuse, en partie à l’initiative des officiers de police concernés eux-mêmes, qui s’adressèrent discrètement à un groupe régional (Landesgruppe) du NSDAP/AO, lequel se faisait alors un devoir de faire suivre leur requête. Ainsi, en 1935, un groupe d’officiers de police chiliens annonça son intention de visiter des unités de police en Allemagne pour y étudier la formation professionnelle des policiers,.

### Mort
Vers la fin de la guerre, le personnel de l’Institut s’était amenuisé à 12 employés, tandis qu’une partie des rédacteurs avait rejoint l’armée et qu’une autre partie s’était éloignée de Berlin avant le début des combats. Le 22 avril 1945 commencèrent au-dessus de Lankwitz, dans la banlieue sud de Berlin, les attaques au sol d’avions de combat russes, et le lendemain, l’Institut se trouvait à la portée des tirs d’artillerie soviétiques. Le bâtiment principal subit plusieurs impacts, sans causer de dommage au fonds de la bibliothèque.
Début mai 1945, le général Faupel se serait, en même temps que son épouse, donné la mort, soit dans leur villa de Potsdam-Babelsberg, soit à Berlin même, sans que le lieu ait pu être établi avec certitude. Quelques années plus tard, sur instruction du Parquet de Potsdam, Faupel fut rayé du registre des décès, décision rare, dont les motivations et les circonstances n’ont pu être déterminées. Une tombe du couple Faupel apparaît introuvable. Il semblerait que les Russes ou les Américains aient ordonné une exhumation de la dépouille de Faupel aux fins d’identification par son dentiste. Sur le présumé suicide des Faupel courent plusieurs versions, pour aucune desquelles des preuves suffisantes ne sont disponibles.
Le 27 avril, l’IAI tomba aux mains de l’Armée rouge, qui entreprit de perquisitionner les locaux, en se limitant toutefois aux caves, sans toucher aux livres ni aux archives. Le directeur intérimaire de l’Institut réussit à faire croire au commandant russe que la bibliothèque était la propriété d’un étranger.
Lorsque, fin juillet 1944, l’Office of Strategic Services rédigea sur ordre du ministère américain de la Guerre un mémorandum secret, où étaient énumérées des propositions de mesures à prendre dans le cadre d’une future politique d’occupation en Allemagne, l’IAI figurait nommément dans la liste jointe en annexe des organisations à dissoudre. Bien qu’il n’ait pas été un département du NSDAP, l’institut fut rangé par les auteurs du Mémorandum dans la catégorie des institutions qui « sont des produits de la pensée nazie et étaient associées au nazisme dans la conscience publique ». Ce document est un parmi d’autres à exprimer la préoccupation des États-Unis qu’avec la chute des puissances de l’Axe, la menace que faisaient peser les mouvements d’extrême droite sur le monde occidental et sur sa culture politique n’avait pas été totalement écartée. En particulier, l’IAI était accusé d’avoir joué un rôle clef dans le processus de dé-démocratisation de l’Amérique latine.
Il apparaît toutefois que le rôle politique de l’IAI a été jusqu’en 1945 fortement surestimé par le camp anglo-américain, étant donné que l’Institut n’exerçait pas d’influence directe sur la sphère gouvernante des États latino-américains, qu’il n’interférait qu’à la marge dans les activités de leurs services secrets, et qu’il n’avait pris part qu’indirectement aux menées souterraines des nazis. Il est vrai que chez nombre de représentants des élites latino-américaines, qui se sentaient de plus en plus menacés par la mobilisation des classes populaires, le régime nazi qui, comme principal adversaire de l’Union soviétique, proposait la réplique la plus percutante à cette menace, acquit un poids débordant les limites des différents États. L’Institut parvint certes à obtenir l’allégeance de « multiplicateurs » latino-américains de vieille date, mais le racisme, la xénophobie et l’incapacité à se fondre dans une réalité culturelle étrangère, éléments propres au national-socialisme et que celui-ci ne pouvait abdiquer sans se renier, faisaient obstacle à la pérennisation de l’influence germanique. La « germanisation » de l’une ou l’autre institution latino-américaine isolée, voire l’infiltration mentale de groupes entiers, comme p. ex. le corps des officiers argentins, est impuissant à expliquer la dérive de tel ou tel pays d’Amérique latine vers l’autoritarisme ; l’origine des dictatures latino-américaines sont à chercher en Amérique latine elle-même.